# Буковинська тема
Букови́нська те́ма  — тема в шаховій композиції кооперативного жанру. Суть теми — поле, або поля біля чорного короля контролюються однією білою фігурою, в процесі гри чорні знищують цю білу фігуру, а потім поле, яке вона контролювала — блокують.

## Історія

М. І. Нагнибіда

Тему запропонував український проблеміст, майстер спорту, доктор фізико-математичних наук, професор Чернівецького університету ім. Юрія Федьковича — Нагнибіда Микола Іванович (12.06.1939—19.03.2005).
В 1978 М. Нагнибіда звернув увагу на задачу В. Руденко і В. Чепіжного (Б: Kc3, Db2, Ld1, Pc6 (4); Ч: Ka4, La1, PPa5, b3, c4 (5); h#2*; 1. … Kd4 2. c3 D:b3#;  1.L:b2+ K:c4 2.La3 L:b3#), яка була опублікована ще в 1960 році. В цій задачі Буковинський проблеміст побачив нюанс виражений лише в одному рішенні, на який, як вказує Микола Нагнибіда у своїх книгах, автори задачі не звернули уваги, явно виразили стихійно. Після цілеспрямованої праці йому вдалося втілити цю ідею у двох повноцінних рішеннях. Вперше на сторінках обласної газети «Радянська Буковина» від 23.08.1987 року Микола Нагнибіда дає опис цієї ідеї, а також пропонує назвати її — буковинська тема (згідно з географічним проживанням автора запропонованої ідеї). Потім були публікації з описом цієї теми — в журналі «Шахова композиція» № 3 (7) за 1993 рік у статті «Буковинська тема в задачах на кооперативний мат», а також у журналі «Springaren» № 66, 1996 року в статті «Bukovinsk — Temat i H #» і в щорічнику «Шахова композиція України 1996 рік» — «Буковинська тема в мініатюрах на кооперативний мат».

## Форми вираження теми
Існує пряма форма і зворотна форма.

### Пряма форма
Визначення прямої форми є на початку статті. Це є базове формулювання теми.
 Через неочевидність розв'язання задач на цю ідею вона належить до групи парадоксальних тем. У багатоходовій задачі тема може бути виражена і в одному рішенні.
|   | a | b | c | d | e | f | g | h |   |
| 8 | c7 білий король · f6 чорний пішак · d5 білий пішак · e5 чорний король · g4 білий пішак · c3 чорний пішак · d3 білий пішак · e3 чорний пішак · a2 білий слон · e2 чорний слон · h1 біла тура | c7 білий король · f6 чорний пішак · d5 білий пішак · e5 чорний король · g4 білий пішак · c3 чорний пішак · d3 білий пішак · e3 чорний пішак · a2 білий слон · e2 чорний слон · h1 біла тура | c7 білий король · f6 чорний пішак · d5 білий пішак · e5 чорний король · g4 білий пішак · c3 чорний пішак · d3 білий пішак · e3 чорний пішак · a2 білий слон · e2 чорний слон · h1 біла тура | c7 білий король · f6 чорний пішак · d5 білий пішак · e5 чорний король · g4 білий пішак · c3 чорний пішак · d3 білий пішак · e3 чорний пішак · a2 білий слон · e2 чорний слон · h1 біла тура | c7 білий король · f6 чорний пішак · d5 білий пішак · e5 чорний король · g4 білий пішак · c3 чорний пішак · d3 білий пішак · e3 чорний пішак · a2 білий слон · e2 чорний слон · h1 біла тура | c7 білий король · f6 чорний пішак · d5 білий пішак · e5 чорний король · g4 білий пішак · c3 чорний пішак · d3 білий пішак · e3 чорний пішак · a2 білий слон · e2 чорний слон · h1 біла тура | c7 білий король · f6 чорний пішак · d5 білий пішак · e5 чорний король · g4 білий пішак · c3 чорний пішак · d3 білий пішак · e3 чорний пішак · a2 білий слон · e2 чорний слон · h1 біла тура | c7 білий король · f6 чорний пішак · d5 білий пішак · e5 чорний король · g4 білий пішак · c3 чорний пішак · d3 білий пішак · e3 чорний пішак · a2 білий слон · e2 чорний слон · h1 біла тура | 8 |
| 7 | c7 білий король · f6 чорний пішак · d5 білий пішак · e5 чорний король · g4 білий пішак · c3 чорний пішак · d3 білий пішак · e3 чорний пішак · a2 білий слон · e2 чорний слон · h1 біла тура | c7 білий король · f6 чорний пішак · d5 білий пішак · e5 чорний король · g4 білий пішак · c3 чорний пішак · d3 білий пішак · e3 чорний пішак · a2 білий слон · e2 чорний слон · h1 біла тура | c7 білий король · f6 чорний пішак · d5 білий пішак · e5 чорний король · g4 білий пішак · c3 чорний пішак · d3 білий пішак · e3 чорний пішак · a2 білий слон · e2 чорний слон · h1 біла тура | c7 білий король · f6 чорний пішак · d5 білий пішак · e5 чорний король · g4 білий пішак · c3 чорний пішак · d3 білий пішак · e3 чорний пішак · a2 білий слон · e2 чорний слон · h1 біла тура | c7 білий король · f6 чорний пішак · d5 білий пішак · e5 чорний король · g4 білий пішак · c3 чорний пішак · d3 білий пішак · e3 чорний пішак · a2 білий слон · e2 чорний слон · h1 біла тура | c7 білий король · f6 чорний пішак · d5 білий пішак · e5 чорний король · g4 білий пішак · c3 чорний пішак · d3 білий пішак · e3 чорний пішак · a2 білий слон · e2 чорний слон · h1 біла тура | c7 білий король · f6 чорний пішак · d5 білий пішак · e5 чорний король · g4 білий пішак · c3 чорний пішак · d3 білий пішак · e3 чорний пішак · a2 білий слон · e2 чорний слон · h1 біла тура | c7 білий король · f6 чорний пішак · d5 білий пішак · e5 чорний король · g4 білий пішак · c3 чорний пішак · d3 білий пішак · e3 чорний пішак · a2 білий слон · e2 чорний слон · h1 біла тура | 7 |
| 6 | c7 білий король · f6 чорний пішак · d5 білий пішак · e5 чорний король · g4 білий пішак · c3 чорний пішак · d3 білий пішак · e3 чорний пішак · a2 білий слон · e2 чорний слон · h1 біла тура | c7 білий король · f6 чорний пішак · d5 білий пішак · e5 чорний король · g4 білий пішак · c3 чорний пішак · d3 білий пішак · e3 чорний пішак · a2 білий слон · e2 чорний слон · h1 біла тура | c7 білий король · f6 чорний пішак · d5 білий пішак · e5 чорний король · g4 білий пішак · c3 чорний пішак · d3 білий пішак · e3 чорний пішак · a2 білий слон · e2 чорний слон · h1 біла тура | c7 білий король · f6 чорний пішак · d5 білий пішак · e5 чорний король · g4 білий пішак · c3 чорний пішак · d3 білий пішак · e3 чорний пішак · a2 білий слон · e2 чорний слон · h1 біла тура | c7 білий король · f6 чорний пішак · d5 білий пішак · e5 чорний король · g4 білий пішак · c3 чорний пішак · d3 білий пішак · e3 чорний пішак · a2 білий слон · e2 чорний слон · h1 біла тура | c7 білий король · f6 чорний пішак · d5 білий пішак · e5 чорний король · g4 білий пішак · c3 чорний пішак · d3 білий пішак · e3 чорний пішак · a2 білий слон · e2 чорний слон · h1 біла тура | c7 білий король · f6 чорний пішак · d5 білий пішак · e5 чорний король · g4 білий пішак · c3 чорний пішак · d3 білий пішак · e3 чорний пішак · a2 білий слон · e2 чорний слон · h1 біла тура | c7 білий король · f6 чорний пішак · d5 білий пішак · e5 чорний король · g4 білий пішак · c3 чорний пішак · d3 білий пішак · e3 чорний пішак · a2 білий слон · e2 чорний слон · h1 біла тура | 6 |
| 5 | c7 білий король · f6 чорний пішак · d5 білий пішак · e5 чорний король · g4 білий пішак · c3 чорний пішак · d3 білий пішак · e3 чорний пішак · a2 білий слон · e2 чорний слон · h1 біла тура | c7 білий король · f6 чорний пішак · d5 білий пішак · e5 чорний король · g4 білий пішак · c3 чорний пішак · d3 білий пішак · e3 чорний пішак · a2 білий слон · e2 чорний слон · h1 біла тура | c7 білий король · f6 чорний пішак · d5 білий пішак · e5 чорний король · g4 білий пішак · c3 чорний пішак · d3 білий пішак · e3 чорний пішак · a2 білий слон · e2 чорний слон · h1 біла тура | c7 білий король · f6 чорний пішак · d5 білий пішак · e5 чорний король · g4 білий пішак · c3 чорний пішак · d3 білий пішак · e3 чорний пішак · a2 білий слон · e2 чорний слон · h1 біла тура | c7 білий король · f6 чорний пішак · d5 білий пішак · e5 чорний король · g4 білий пішак · c3 чорний пішак · d3 білий пішак · e3 чорний пішак · a2 білий слон · e2 чорний слон · h1 біла тура | c7 білий король · f6 чорний пішак · d5 білий пішак · e5 чорний король · g4 білий пішак · c3 чорний пішак · d3 білий пішак · e3 чорний пішак · a2 білий слон · e2 чорний слон · h1 біла тура | c7 білий король · f6 чорний пішак · d5 білий пішак · e5 чорний король · g4 білий пішак · c3 чорний пішак · d3 білий пішак · e3 чорний пішак · a2 білий слон · e2 чорний слон · h1 біла тура | c7 білий король · f6 чорний пішак · d5 білий пішак · e5 чорний король · g4 білий пішак · c3 чорний пішак · d3 білий пішак · e3 чорний пішак · a2 білий слон · e2 чорний слон · h1 біла тура | 5 |
| 4 | c7 білий король · f6 чорний пішак · d5 білий пішак · e5 чорний король · g4 білий пішак · c3 чорний пішак · d3 білий пішак · e3 чорний пішак · a2 білий слон · e2 чорний слон · h1 біла тура | c7 білий король · f6 чорний пішак · d5 білий пішак · e5 чорний король · g4 білий пішак · c3 чорний пішак · d3 білий пішак · e3 чорний пішак · a2 білий слон · e2 чорний слон · h1 біла тура | c7 білий король · f6 чорний пішак · d5 білий пішак · e5 чорний король · g4 білий пішак · c3 чорний пішак · d3 білий пішак · e3 чорний пішак · a2 білий слон · e2 чорний слон · h1 біла тура | c7 білий король · f6 чорний пішак · d5 білий пішак · e5 чорний король · g4 білий пішак · c3 чорний пішак · d3 білий пішак · e3 чорний пішак · a2 білий слон · e2 чорний слон · h1 біла тура | c7 білий король · f6 чорний пішак · d5 білий пішак · e5 чорний король · g4 білий пішак · c3 чорний пішак · d3 білий пішак · e3 чорний пішак · a2 білий слон · e2 чорний слон · h1 біла тура | c7 білий король · f6 чорний пішак · d5 білий пішак · e5 чорний король · g4 білий пішак · c3 чорний пішак · d3 білий пішак · e3 чорний пішак · a2 білий слон · e2 чорний слон · h1 біла тура | c7 білий король · f6 чорний пішак · d5 білий пішак · e5 чорний король · g4 білий пішак · c3 чорний пішак · d3 білий пішак · e3 чорний пішак · a2 білий слон · e2 чорний слон · h1 біла тура | c7 білий король · f6 чорний пішак · d5 білий пішак · e5 чорний король · g4 білий пішак · c3 чорний пішак · d3 білий пішак · e3 чорний пішак · a2 білий слон · e2 чорний слон · h1 біла тура | 4 |
| 3 | c7 білий король · f6 чорний пішак · d5 білий пішак · e5 чорний король · g4 білий пішак · c3 чорний пішак · d3 білий пішак · e3 чорний пішак · a2 білий слон · e2 чорний слон · h1 біла тура | c7 білий король · f6 чорний пішак · d5 білий пішак · e5 чорний король · g4 білий пішак · c3 чорний пішак · d3 білий пішак · e3 чорний пішак · a2 білий слон · e2 чорний слон · h1 біла тура | c7 білий король · f6 чорний пішак · d5 білий пішак · e5 чорний король · g4 білий пішак · c3 чорний пішак · d3 білий пішак · e3 чорний пішак · a2 білий слон · e2 чорний слон · h1 біла тура | c7 білий король · f6 чорний пішак · d5 білий пішак · e5 чорний король · g4 білий пішак · c3 чорний пішак · d3 білий пішак · e3 чорний пішак · a2 білий слон · e2 чорний слон · h1 біла тура | c7 білий король · f6 чорний пішак · d5 білий пішак · e5 чорний король · g4 білий пішак · c3 чорний пішак · d3 білий пішак · e3 чорний пішак · a2 білий слон · e2 чорний слон · h1 біла тура | c7 білий король · f6 чорний пішак · d5 білий пішак · e5 чорний король · g4 білий пішак · c3 чорний пішак · d3 білий пішак · e3 чорний пішак · a2 білий слон · e2 чорний слон · h1 біла тура | c7 білий король · f6 чорний пішак · d5 білий пішак · e5 чорний король · g4 білий пішак · c3 чорний пішак · d3 білий пішак · e3 чорний пішак · a2 білий слон · e2 чорний слон · h1 біла тура | c7 білий король · f6 чорний пішак · d5 білий пішак · e5 чорний король · g4 білий пішак · c3 чорний пішак · d3 білий пішак · e3 чорний пішак · a2 білий слон · e2 чорний слон · h1 біла тура | 3 |
| 2 | c7 білий король · f6 чорний пішак · d5 білий пішак · e5 чорний король · g4 білий пішак · c3 чорний пішак · d3 білий пішак · e3 чорний пішак · a2 білий слон · e2 чорний слон · h1 біла тура | c7 білий король · f6 чорний пішак · d5 білий пішак · e5 чорний король · g4 білий пішак · c3 чорний пішак · d3 білий пішак · e3 чорний пішак · a2 білий слон · e2 чорний слон · h1 біла тура | c7 білий король · f6 чорний пішак · d5 білий пішак · e5 чорний король · g4 білий пішак · c3 чорний пішак · d3 білий пішак · e3 чорний пішак · a2 білий слон · e2 чорний слон · h1 біла тура | c7 білий король · f6 чорний пішак · d5 білий пішак · e5 чорний король · g4 білий пішак · c3 чорний пішак · d3 білий пішак · e3 чорний пішак · a2 білий слон · e2 чорний слон · h1 біла тура | c7 білий король · f6 чорний пішак · d5 білий пішак · e5 чорний король · g4 білий пішак · c3 чорний пішак · d3 білий пішак · e3 чорний пішак · a2 білий слон · e2 чорний слон · h1 біла тура | c7 білий король · f6 чорний пішак · d5 білий пішак · e5 чорний король · g4 білий пішак · c3 чорний пішак · d3 білий пішак · e3 чорний пішак · a2 білий слон · e2 чорний слон · h1 біла тура | c7 білий король · f6 чорний пішак · d5 білий пішак · e5 чорний король · g4 білий пішак · c3 чорний пішак · d3 білий пішак · e3 чорний пішак · a2 білий слон · e2 чорний слон · h1 біла тура | c7 білий король · f6 чорний пішак · d5 білий пішак · e5 чорний король · g4 білий пішак · c3 чорний пішак · d3 білий пішак · e3 чорний пішак · a2 білий слон · e2 чорний слон · h1 біла тура | 2 |
| 1 | c7 білий король · f6 чорний пішак · d5 білий пішак · e5 чорний король · g4 білий пішак · c3 чорний пішак · d3 білий пішак · e3 чорний пішак · a2 білий слон · e2 чорний слон · h1 біла тура | c7 білий король · f6 чорний пішак · d5 білий пішак · e5 чорний король · g4 білий пішак · c3 чорний пішак · d3 білий пішак · e3 чорний пішак · a2 білий слон · e2 чорний слон · h1 біла тура | c7 білий король · f6 чорний пішак · d5 білий пішак · e5 чорний король · g4 білий пішак · c3 чорний пішак · d3 білий пішак · e3 чорний пішак · a2 білий слон · e2 чорний слон · h1 біла тура | c7 білий король · f6 чорний пішак · d5 білий пішак · e5 чорний король · g4 білий пішак · c3 чорний пішак · d3 білий пішак · e3 чорний пішак · a2 білий слон · e2 чорний слон · h1 біла тура | c7 білий король · f6 чорний пішак · d5 білий пішак · e5 чорний король · g4 білий пішак · c3 чорний пішак · d3 білий пішак · e3 чорний пішак · a2 білий слон · e2 чорний слон · h1 біла тура | c7 білий король · f6 чорний пішак · d5 білий пішак · e5 чорний король · g4 білий пішак · c3 чорний пішак · d3 білий пішак · e3 чорний пішак · a2 білий слон · e2 чорний слон · h1 біла тура | c7 білий король · f6 чорний пішак · d5 білий пішак · e5 чорний король · g4 білий пішак · c3 чорний пішак · d3 білий пішак · e3 чорний пішак · a2 білий слон · e2 чорний слон · h1 біла тура | c7 білий король · f6 чорний пішак · d5 білий пішак · e5 чорний король · g4 білий пішак · c3 чорний пішак · d3 білий пішак · e3 чорний пішак · a2 білий слон · e2 чорний слон · h1 біла тура | 1 |
|   | a | b | c | d | e | f | g | h |   |

b) a2 → a3

a) 1. L:g4 Th4  2. Lf5 d4#
b) 1. L:d3 Td1  2. Le4 Ld6#
На цій діаграмі зображена перша задача на Буковинську тему.
 Після аналізу позиції стає зрозуміло — жертви білих пішаків неминучі — необхідно включати на вільні поля біля чорного короля білу туру.
 В кожному рішенні чорний слон забирає білого пішака, а поле, яке контролювалося цим пішаком, на другому ході цей чорний слон блокує.
 Тема виражена на тлі включення.

### Зворотна форма
Якщо в прямій формі чорні діють за принципом: забрав — заблокував, то у зворотній формі навпаки: спочатку заблокував — потім забрав. Це означає, що спочатку чорні блокують поле чи поля, які контролюються білою фігурою, а потім цю білу фігуру забирають. Ця форма є більш парадоксальною, адже, на перший погляд, для чого блокувати поле біля чорного короля, якщо воно контролюється білою фігурою.
|   | a | b | c | d | e | f | g | h |   |
| 8 | c8 білий кінь · g7 чорний ферзь · c6 чорна тура · f6 чорний король · d5 білий пішак · g5 чорний пішак · h5 білий слон · g4 білий пішак · c3 чорний кінь · h3 білий кінь · c1 білий король · d1 чорний слон · f1 чорна тура | c8 білий кінь · g7 чорний ферзь · c6 чорна тура · f6 чорний король · d5 білий пішак · g5 чорний пішак · h5 білий слон · g4 білий пішак · c3 чорний кінь · h3 білий кінь · c1 білий король · d1 чорний слон · f1 чорна тура | c8 білий кінь · g7 чорний ферзь · c6 чорна тура · f6 чорний король · d5 білий пішак · g5 чорний пішак · h5 білий слон · g4 білий пішак · c3 чорний кінь · h3 білий кінь · c1 білий король · d1 чорний слон · f1 чорна тура | c8 білий кінь · g7 чорний ферзь · c6 чорна тура · f6 чорний король · d5 білий пішак · g5 чорний пішак · h5 білий слон · g4 білий пішак · c3 чорний кінь · h3 білий кінь · c1 білий король · d1 чорний слон · f1 чорна тура | c8 білий кінь · g7 чорний ферзь · c6 чорна тура · f6 чорний король · d5 білий пішак · g5 чорний пішак · h5 білий слон · g4 білий пішак · c3 чорний кінь · h3 білий кінь · c1 білий король · d1 чорний слон · f1 чорна тура | c8 білий кінь · g7 чорний ферзь · c6 чорна тура · f6 чорний король · d5 білий пішак · g5 чорний пішак · h5 білий слон · g4 білий пішак · c3 чорний кінь · h3 білий кінь · c1 білий король · d1 чорний слон · f1 чорна тура | c8 білий кінь · g7 чорний ферзь · c6 чорна тура · f6 чорний король · d5 білий пішак · g5 чорний пішак · h5 білий слон · g4 білий пішак · c3 чорний кінь · h3 білий кінь · c1 білий король · d1 чорний слон · f1 чорна тура | c8 білий кінь · g7 чорний ферзь · c6 чорна тура · f6 чорний король · d5 білий пішак · g5 чорний пішак · h5 білий слон · g4 білий пішак · c3 чорний кінь · h3 білий кінь · c1 білий король · d1 чорний слон · f1 чорна тура | 8 |
| 7 | c8 білий кінь · g7 чорний ферзь · c6 чорна тура · f6 чорний король · d5 білий пішак · g5 чорний пішак · h5 білий слон · g4 білий пішак · c3 чорний кінь · h3 білий кінь · c1 білий король · d1 чорний слон · f1 чорна тура | c8 білий кінь · g7 чорний ферзь · c6 чорна тура · f6 чорний король · d5 білий пішак · g5 чорний пішак · h5 білий слон · g4 білий пішак · c3 чорний кінь · h3 білий кінь · c1 білий король · d1 чорний слон · f1 чорна тура | c8 білий кінь · g7 чорний ферзь · c6 чорна тура · f6 чорний король · d5 білий пішак · g5 чорний пішак · h5 білий слон · g4 білий пішак · c3 чорний кінь · h3 білий кінь · c1 білий король · d1 чорний слон · f1 чорна тура | c8 білий кінь · g7 чорний ферзь · c6 чорна тура · f6 чорний король · d5 білий пішак · g5 чорний пішак · h5 білий слон · g4 білий пішак · c3 чорний кінь · h3 білий кінь · c1 білий король · d1 чорний слон · f1 чорна тура | c8 білий кінь · g7 чорний ферзь · c6 чорна тура · f6 чорний король · d5 білий пішак · g5 чорний пішак · h5 білий слон · g4 білий пішак · c3 чорний кінь · h3 білий кінь · c1 білий король · d1 чорний слон · f1 чорна тура | c8 білий кінь · g7 чорний ферзь · c6 чорна тура · f6 чорний король · d5 білий пішак · g5 чорний пішак · h5 білий слон · g4 білий пішак · c3 чорний кінь · h3 білий кінь · c1 білий король · d1 чорний слон · f1 чорна тура | c8 білий кінь · g7 чорний ферзь · c6 чорна тура · f6 чорний король · d5 білий пішак · g5 чорний пішак · h5 білий слон · g4 білий пішак · c3 чорний кінь · h3 білий кінь · c1 білий король · d1 чорний слон · f1 чорна тура | c8 білий кінь · g7 чорний ферзь · c6 чорна тура · f6 чорний король · d5 білий пішак · g5 чорний пішак · h5 білий слон · g4 білий пішак · c3 чорний кінь · h3 білий кінь · c1 білий король · d1 чорний слон · f1 чорна тура | 7 |
| 6 | c8 білий кінь · g7 чорний ферзь · c6 чорна тура · f6 чорний король · d5 білий пішак · g5 чорний пішак · h5 білий слон · g4 білий пішак · c3 чорний кінь · h3 білий кінь · c1 білий король · d1 чорний слон · f1 чорна тура | c8 білий кінь · g7 чорний ферзь · c6 чорна тура · f6 чорний король · d5 білий пішак · g5 чорний пішак · h5 білий слон · g4 білий пішак · c3 чорний кінь · h3 білий кінь · c1 білий король · d1 чорний слон · f1 чорна тура | c8 білий кінь · g7 чорний ферзь · c6 чорна тура · f6 чорний король · d5 білий пішак · g5 чорний пішак · h5 білий слон · g4 білий пішак · c3 чорний кінь · h3 білий кінь · c1 білий король · d1 чорний слон · f1 чорна тура | c8 білий кінь · g7 чорний ферзь · c6 чорна тура · f6 чорний король · d5 білий пішак · g5 чорний пішак · h5 білий слон · g4 білий пішак · c3 чорний кінь · h3 білий кінь · c1 білий король · d1 чорний слон · f1 чорна тура | c8 білий кінь · g7 чорний ферзь · c6 чорна тура · f6 чорний король · d5 білий пішак · g5 чорний пішак · h5 білий слон · g4 білий пішак · c3 чорний кінь · h3 білий кінь · c1 білий король · d1 чорний слон · f1 чорна тура | c8 білий кінь · g7 чорний ферзь · c6 чорна тура · f6 чорний король · d5 білий пішак · g5 чорний пішак · h5 білий слон · g4 білий пішак · c3 чорний кінь · h3 білий кінь · c1 білий король · d1 чорний слон · f1 чорна тура | c8 білий кінь · g7 чорний ферзь · c6 чорна тура · f6 чорний король · d5 білий пішак · g5 чорний пішак · h5 білий слон · g4 білий пішак · c3 чорний кінь · h3 білий кінь · c1 білий король · d1 чорний слон · f1 чорна тура | c8 білий кінь · g7 чорний ферзь · c6 чорна тура · f6 чорний король · d5 білий пішак · g5 чорний пішак · h5 білий слон · g4 білий пішак · c3 чорний кінь · h3 білий кінь · c1 білий король · d1 чорний слон · f1 чорна тура | 6 |
| 5 | c8 білий кінь · g7 чорний ферзь · c6 чорна тура · f6 чорний король · d5 білий пішак · g5 чорний пішак · h5 білий слон · g4 білий пішак · c3 чорний кінь · h3 білий кінь · c1 білий король · d1 чорний слон · f1 чорна тура | c8 білий кінь · g7 чорний ферзь · c6 чорна тура · f6 чорний король · d5 білий пішак · g5 чорний пішак · h5 білий слон · g4 білий пішак · c3 чорний кінь · h3 білий кінь · c1 білий король · d1 чорний слон · f1 чорна тура | c8 білий кінь · g7 чорний ферзь · c6 чорна тура · f6 чорний король · d5 білий пішак · g5 чорний пішак · h5 білий слон · g4 білий пішак · c3 чорний кінь · h3 білий кінь · c1 білий король · d1 чорний слон · f1 чорна тура | c8 білий кінь · g7 чорний ферзь · c6 чорна тура · f6 чорний король · d5 білий пішак · g5 чорний пішак · h5 білий слон · g4 білий пішак · c3 чорний кінь · h3 білий кінь · c1 білий король · d1 чорний слон · f1 чорна тура | c8 білий кінь · g7 чорний ферзь · c6 чорна тура · f6 чорний король · d5 білий пішак · g5 чорний пішак · h5 білий слон · g4 білий пішак · c3 чорний кінь · h3 білий кінь · c1 білий король · d1 чорний слон · f1 чорна тура | c8 білий кінь · g7 чорний ферзь · c6 чорна тура · f6 чорний король · d5 білий пішак · g5 чорний пішак · h5 білий слон · g4 білий пішак · c3 чорний кінь · h3 білий кінь · c1 білий король · d1 чорний слон · f1 чорна тура | c8 білий кінь · g7 чорний ферзь · c6 чорна тура · f6 чорний король · d5 білий пішак · g5 чорний пішак · h5 білий слон · g4 білий пішак · c3 чорний кінь · h3 білий кінь · c1 білий король · d1 чорний слон · f1 чорна тура | c8 білий кінь · g7 чорний ферзь · c6 чорна тура · f6 чорний король · d5 білий пішак · g5 чорний пішак · h5 білий слон · g4 білий пішак · c3 чорний кінь · h3 білий кінь · c1 білий король · d1 чорний слон · f1 чорна тура | 5 |
| 4 | c8 білий кінь · g7 чорний ферзь · c6 чорна тура · f6 чорний король · d5 білий пішак · g5 чорний пішак · h5 білий слон · g4 білий пішак · c3 чорний кінь · h3 білий кінь · c1 білий король · d1 чорний слон · f1 чорна тура | c8 білий кінь · g7 чорний ферзь · c6 чорна тура · f6 чорний король · d5 білий пішак · g5 чорний пішак · h5 білий слон · g4 білий пішак · c3 чорний кінь · h3 білий кінь · c1 білий король · d1 чорний слон · f1 чорна тура | c8 білий кінь · g7 чорний ферзь · c6 чорна тура · f6 чорний король · d5 білий пішак · g5 чорний пішак · h5 білий слон · g4 білий пішак · c3 чорний кінь · h3 білий кінь · c1 білий король · d1 чорний слон · f1 чорна тура | c8 білий кінь · g7 чорний ферзь · c6 чорна тура · f6 чорний король · d5 білий пішак · g5 чорний пішак · h5 білий слон · g4 білий пішак · c3 чорний кінь · h3 білий кінь · c1 білий король · d1 чорний слон · f1 чорна тура | c8 білий кінь · g7 чорний ферзь · c6 чорна тура · f6 чорний король · d5 білий пішак · g5 чорний пішак · h5 білий слон · g4 білий пішак · c3 чорний кінь · h3 білий кінь · c1 білий король · d1 чорний слон · f1 чорна тура | c8 білий кінь · g7 чорний ферзь · c6 чорна тура · f6 чорний король · d5 білий пішак · g5 чорний пішак · h5 білий слон · g4 білий пішак · c3 чорний кінь · h3 білий кінь · c1 білий король · d1 чорний слон · f1 чорна тура | c8 білий кінь · g7 чорний ферзь · c6 чорна тура · f6 чорний король · d5 білий пішак · g5 чорний пішак · h5 білий слон · g4 білий пішак · c3 чорний кінь · h3 білий кінь · c1 білий король · d1 чорний слон · f1 чорна тура | c8 білий кінь · g7 чорний ферзь · c6 чорна тура · f6 чорний король · d5 білий пішак · g5 чорний пішак · h5 білий слон · g4 білий пішак · c3 чорний кінь · h3 білий кінь · c1 білий король · d1 чорний слон · f1 чорна тура | 4 |
| 3 | c8 білий кінь · g7 чорний ферзь · c6 чорна тура · f6 чорний король · d5 білий пішак · g5 чорний пішак · h5 білий слон · g4 білий пішак · c3 чорний кінь · h3 білий кінь · c1 білий король · d1 чорний слон · f1 чорна тура | c8 білий кінь · g7 чорний ферзь · c6 чорна тура · f6 чорний король · d5 білий пішак · g5 чорний пішак · h5 білий слон · g4 білий пішак · c3 чорний кінь · h3 білий кінь · c1 білий король · d1 чорний слон · f1 чорна тура | c8 білий кінь · g7 чорний ферзь · c6 чорна тура · f6 чорний король · d5 білий пішак · g5 чорний пішак · h5 білий слон · g4 білий пішак · c3 чорний кінь · h3 білий кінь · c1 білий король · d1 чорний слон · f1 чорна тура | c8 білий кінь · g7 чорний ферзь · c6 чорна тура · f6 чорний король · d5 білий пішак · g5 чорний пішак · h5 білий слон · g4 білий пішак · c3 чорний кінь · h3 білий кінь · c1 білий король · d1 чорний слон · f1 чорна тура | c8 білий кінь · g7 чорний ферзь · c6 чорна тура · f6 чорний король · d5 білий пішак · g5 чорний пішак · h5 білий слон · g4 білий пішак · c3 чорний кінь · h3 білий кінь · c1 білий король · d1 чорний слон · f1 чорна тура | c8 білий кінь · g7 чорний ферзь · c6 чорна тура · f6 чорний король · d5 білий пішак · g5 чорний пішак · h5 білий слон · g4 білий пішак · c3 чорний кінь · h3 білий кінь · c1 білий король · d1 чорний слон · f1 чорна тура | c8 білий кінь · g7 чорний ферзь · c6 чорна тура · f6 чорний король · d5 білий пішак · g5 чорний пішак · h5 білий слон · g4 білий пішак · c3 чорний кінь · h3 білий кінь · c1 білий король · d1 чорний слон · f1 чорна тура | c8 білий кінь · g7 чорний ферзь · c6 чорна тура · f6 чорний король · d5 білий пішак · g5 чорний пішак · h5 білий слон · g4 білий пішак · c3 чорний кінь · h3 білий кінь · c1 білий король · d1 чорний слон · f1 чорна тура | 3 |
| 2 | c8 білий кінь · g7 чорний ферзь · c6 чорна тура · f6 чорний король · d5 білий пішак · g5 чорний пішак · h5 білий слон · g4 білий пішак · c3 чорний кінь · h3 білий кінь · c1 білий король · d1 чорний слон · f1 чорна тура | c8 білий кінь · g7 чорний ферзь · c6 чорна тура · f6 чорний король · d5 білий пішак · g5 чорний пішак · h5 білий слон · g4 білий пішак · c3 чорний кінь · h3 білий кінь · c1 білий король · d1 чорний слон · f1 чорна тура | c8 білий кінь · g7 чорний ферзь · c6 чорна тура · f6 чорний король · d5 білий пішак · g5 чорний пішак · h5 білий слон · g4 білий пішак · c3 чорний кінь · h3 білий кінь · c1 білий король · d1 чорний слон · f1 чорна тура | c8 білий кінь · g7 чорний ферзь · c6 чорна тура · f6 чорний король · d5 білий пішак · g5 чорний пішак · h5 білий слон · g4 білий пішак · c3 чорний кінь · h3 білий кінь · c1 білий король · d1 чорний слон · f1 чорна тура | c8 білий кінь · g7 чорний ферзь · c6 чорна тура · f6 чорний король · d5 білий пішак · g5 чорний пішак · h5 білий слон · g4 білий пішак · c3 чорний кінь · h3 білий кінь · c1 білий король · d1 чорний слон · f1 чорна тура | c8 білий кінь · g7 чорний ферзь · c6 чорна тура · f6 чорний король · d5 білий пішак · g5 чорний пішак · h5 білий слон · g4 білий пішак · c3 чорний кінь · h3 білий кінь · c1 білий король · d1 чорний слон · f1 чорна тура | c8 білий кінь · g7 чорний ферзь · c6 чорна тура · f6 чорний король · d5 білий пішак · g5 чорний пішак · h5 білий слон · g4 білий пішак · c3 чорний кінь · h3 білий кінь · c1 білий король · d1 чорний слон · f1 чорна тура | c8 білий кінь · g7 чорний ферзь · c6 чорна тура · f6 чорний король · d5 білий пішак · g5 чорний пішак · h5 білий слон · g4 білий пішак · c3 чорний кінь · h3 білий кінь · c1 білий король · d1 чорний слон · f1 чорна тура | 2 |
| 1 | c8 білий кінь · g7 чорний ферзь · c6 чорна тура · f6 чорний король · d5 білий пішак · g5 чорний пішак · h5 білий слон · g4 білий пішак · c3 чорний кінь · h3 білий кінь · c1 білий король · d1 чорний слон · f1 чорна тура | c8 білий кінь · g7 чорний ферзь · c6 чорна тура · f6 чорний король · d5 білий пішак · g5 чорний пішак · h5 білий слон · g4 білий пішак · c3 чорний кінь · h3 білий кінь · c1 білий король · d1 чорний слон · f1 чорна тура | c8 білий кінь · g7 чорний ферзь · c6 чорна тура · f6 чорний король · d5 білий пішак · g5 чорний пішак · h5 білий слон · g4 білий пішак · c3 чорний кінь · h3 білий кінь · c1 білий король · d1 чорний слон · f1 чорна тура | c8 білий кінь · g7 чорний ферзь · c6 чорна тура · f6 чорний король · d5 білий пішак · g5 чорний пішак · h5 білий слон · g4 білий пішак · c3 чорний кінь · h3 білий кінь · c1 білий король · d1 чорний слон · f1 чорна тура | c8 білий кінь · g7 чорний ферзь · c6 чорна тура · f6 чорний король · d5 білий пішак · g5 чорний пішак · h5 білий слон · g4 білий пішак · c3 чорний кінь · h3 білий кінь · c1 білий король · d1 чорний слон · f1 чорна тура | c8 білий кінь · g7 чорний ферзь · c6 чорна тура · f6 чорний король · d5 білий пішак · g5 чорний пішак · h5 білий слон · g4 білий пішак · c3 чорний кінь · h3 білий кінь · c1 білий король · d1 чорний слон · f1 чорна тура | c8 білий кінь · g7 чорний ферзь · c6 чорна тура · f6 чорний король · d5 білий пішак · g5 чорний пішак · h5 білий слон · g4 білий пішак · c3 чорний кінь · h3 білий кінь · c1 білий король · d1 чорний слон · f1 чорна тура | c8 білий кінь · g7 чорний ферзь · c6 чорна тура · f6 чорний король · d5 білий пішак · g5 чорний пішак · h5 білий слон · g4 білий пішак · c3 чорний кінь · h3 білий кінь · c1 білий король · d1 чорний слон · f1 чорна тура | 1 |
|   | a | b | c | d | e | f | g | h |   |

b) c8 → d3

a) 1. Tf5  Sf2   2. L:g4 S:g4#
b) 1. Te6 Shf4 2. S:d5 S:d5#
Тут використовується механізм вивільнення чорних фігур, які на другому ході надають поля для білих матуючих фігур шляхом своєї жертви.

## Синтез прямої і зворотної форми
Вперше синтез обох форм теми було виражено автором ідеї в задачі, де проста форма проходила в першому рішенні, а в другому — зворотна. На перший погляд, задача має неоднорідні рішення, але це є один із способів вираження обох форм в одному творі.

Більш вдалий спосіб синтезу форм є в задачі, де проста форма і зворотна проходять у кожному рішенні.
|   | a | b | c | d | e | f | g | h |   |
| 8 | a7 чорний пішак · f7 чорний пішак · g7 чорний кінь · f6 білий слон · d5 білий кінь · g4 білий король · a3 чорний король · b3 чорна тура · e3 чорний пішак · f3 чорний пішак · h3 чорний пішак · c2 чорний кінь · e2 чорний пішак · f2 чорний пішак · g2 біла тура · c1 чорний слон · e1 чорна тура · f1 чорний слон · h1 чорний ферзь | a7 чорний пішак · f7 чорний пішак · g7 чорний кінь · f6 білий слон · d5 білий кінь · g4 білий король · a3 чорний король · b3 чорна тура · e3 чорний пішак · f3 чорний пішак · h3 чорний пішак · c2 чорний кінь · e2 чорний пішак · f2 чорний пішак · g2 біла тура · c1 чорний слон · e1 чорна тура · f1 чорний слон · h1 чорний ферзь | a7 чорний пішак · f7 чорний пішак · g7 чорний кінь · f6 білий слон · d5 білий кінь · g4 білий король · a3 чорний король · b3 чорна тура · e3 чорний пішак · f3 чорний пішак · h3 чорний пішак · c2 чорний кінь · e2 чорний пішак · f2 чорний пішак · g2 біла тура · c1 чорний слон · e1 чорна тура · f1 чорний слон · h1 чорний ферзь | a7 чорний пішак · f7 чорний пішак · g7 чорний кінь · f6 білий слон · d5 білий кінь · g4 білий король · a3 чорний король · b3 чорна тура · e3 чорний пішак · f3 чорний пішак · h3 чорний пішак · c2 чорний кінь · e2 чорний пішак · f2 чорний пішак · g2 біла тура · c1 чорний слон · e1 чорна тура · f1 чорний слон · h1 чорний ферзь | a7 чорний пішак · f7 чорний пішак · g7 чорний кінь · f6 білий слон · d5 білий кінь · g4 білий король · a3 чорний король · b3 чорна тура · e3 чорний пішак · f3 чорний пішак · h3 чорний пішак · c2 чорний кінь · e2 чорний пішак · f2 чорний пішак · g2 біла тура · c1 чорний слон · e1 чорна тура · f1 чорний слон · h1 чорний ферзь | a7 чорний пішак · f7 чорний пішак · g7 чорний кінь · f6 білий слон · d5 білий кінь · g4 білий король · a3 чорний король · b3 чорна тура · e3 чорний пішак · f3 чорний пішак · h3 чорний пішак · c2 чорний кінь · e2 чорний пішак · f2 чорний пішак · g2 біла тура · c1 чорний слон · e1 чорна тура · f1 чорний слон · h1 чорний ферзь | a7 чорний пішак · f7 чорний пішак · g7 чорний кінь · f6 білий слон · d5 білий кінь · g4 білий король · a3 чорний король · b3 чорна тура · e3 чорний пішак · f3 чорний пішак · h3 чорний пішак · c2 чорний кінь · e2 чорний пішак · f2 чорний пішак · g2 біла тура · c1 чорний слон · e1 чорна тура · f1 чорний слон · h1 чорний ферзь | a7 чорний пішак · f7 чорний пішак · g7 чорний кінь · f6 білий слон · d5 білий кінь · g4 білий король · a3 чорний король · b3 чорна тура · e3 чорний пішак · f3 чорний пішак · h3 чорний пішак · c2 чорний кінь · e2 чорний пішак · f2 чорний пішак · g2 біла тура · c1 чорний слон · e1 чорна тура · f1 чорний слон · h1 чорний ферзь | 8 |
| 7 | a7 чорний пішак · f7 чорний пішак · g7 чорний кінь · f6 білий слон · d5 білий кінь · g4 білий король · a3 чорний король · b3 чорна тура · e3 чорний пішак · f3 чорний пішак · h3 чорний пішак · c2 чорний кінь · e2 чорний пішак · f2 чорний пішак · g2 біла тура · c1 чорний слон · e1 чорна тура · f1 чорний слон · h1 чорний ферзь | a7 чорний пішак · f7 чорний пішак · g7 чорний кінь · f6 білий слон · d5 білий кінь · g4 білий король · a3 чорний король · b3 чорна тура · e3 чорний пішак · f3 чорний пішак · h3 чорний пішак · c2 чорний кінь · e2 чорний пішак · f2 чорний пішак · g2 біла тура · c1 чорний слон · e1 чорна тура · f1 чорний слон · h1 чорний ферзь | a7 чорний пішак · f7 чорний пішак · g7 чорний кінь · f6 білий слон · d5 білий кінь · g4 білий король · a3 чорний король · b3 чорна тура · e3 чорний пішак · f3 чорний пішак · h3 чорний пішак · c2 чорний кінь · e2 чорний пішак · f2 чорний пішак · g2 біла тура · c1 чорний слон · e1 чорна тура · f1 чорний слон · h1 чорний ферзь | a7 чорний пішак · f7 чорний пішак · g7 чорний кінь · f6 білий слон · d5 білий кінь · g4 білий король · a3 чорний король · b3 чорна тура · e3 чорний пішак · f3 чорний пішак · h3 чорний пішак · c2 чорний кінь · e2 чорний пішак · f2 чорний пішак · g2 біла тура · c1 чорний слон · e1 чорна тура · f1 чорний слон · h1 чорний ферзь | a7 чорний пішак · f7 чорний пішак · g7 чорний кінь · f6 білий слон · d5 білий кінь · g4 білий король · a3 чорний король · b3 чорна тура · e3 чорний пішак · f3 чорний пішак · h3 чорний пішак · c2 чорний кінь · e2 чорний пішак · f2 чорний пішак · g2 біла тура · c1 чорний слон · e1 чорна тура · f1 чорний слон · h1 чорний ферзь | a7 чорний пішак · f7 чорний пішак · g7 чорний кінь · f6 білий слон · d5 білий кінь · g4 білий король · a3 чорний король · b3 чорна тура · e3 чорний пішак · f3 чорний пішак · h3 чорний пішак · c2 чорний кінь · e2 чорний пішак · f2 чорний пішак · g2 біла тура · c1 чорний слон · e1 чорна тура · f1 чорний слон · h1 чорний ферзь | a7 чорний пішак · f7 чорний пішак · g7 чорний кінь · f6 білий слон · d5 білий кінь · g4 білий король · a3 чорний король · b3 чорна тура · e3 чорний пішак · f3 чорний пішак · h3 чорний пішак · c2 чорний кінь · e2 чорний пішак · f2 чорний пішак · g2 біла тура · c1 чорний слон · e1 чорна тура · f1 чорний слон · h1 чорний ферзь | a7 чорний пішак · f7 чорний пішак · g7 чорний кінь · f6 білий слон · d5 білий кінь · g4 білий король · a3 чорний король · b3 чорна тура · e3 чорний пішак · f3 чорний пішак · h3 чорний пішак · c2 чорний кінь · e2 чорний пішак · f2 чорний пішак · g2 біла тура · c1 чорний слон · e1 чорна тура · f1 чорний слон · h1 чорний ферзь | 7 |
| 6 | a7 чорний пішак · f7 чорний пішак · g7 чорний кінь · f6 білий слон · d5 білий кінь · g4 білий король · a3 чорний король · b3 чорна тура · e3 чорний пішак · f3 чорний пішак · h3 чорний пішак · c2 чорний кінь · e2 чорний пішак · f2 чорний пішак · g2 біла тура · c1 чорний слон · e1 чорна тура · f1 чорний слон · h1 чорний ферзь | a7 чорний пішак · f7 чорний пішак · g7 чорний кінь · f6 білий слон · d5 білий кінь · g4 білий король · a3 чорний король · b3 чорна тура · e3 чорний пішак · f3 чорний пішак · h3 чорний пішак · c2 чорний кінь · e2 чорний пішак · f2 чорний пішак · g2 біла тура · c1 чорний слон · e1 чорна тура · f1 чорний слон · h1 чорний ферзь | a7 чорний пішак · f7 чорний пішак · g7 чорний кінь · f6 білий слон · d5 білий кінь · g4 білий король · a3 чорний король · b3 чорна тура · e3 чорний пішак · f3 чорний пішак · h3 чорний пішак · c2 чорний кінь · e2 чорний пішак · f2 чорний пішак · g2 біла тура · c1 чорний слон · e1 чорна тура · f1 чорний слон · h1 чорний ферзь | a7 чорний пішак · f7 чорний пішак · g7 чорний кінь · f6 білий слон · d5 білий кінь · g4 білий король · a3 чорний король · b3 чорна тура · e3 чорний пішак · f3 чорний пішак · h3 чорний пішак · c2 чорний кінь · e2 чорний пішак · f2 чорний пішак · g2 біла тура · c1 чорний слон · e1 чорна тура · f1 чорний слон · h1 чорний ферзь | a7 чорний пішак · f7 чорний пішак · g7 чорний кінь · f6 білий слон · d5 білий кінь · g4 білий король · a3 чорний король · b3 чорна тура · e3 чорний пішак · f3 чорний пішак · h3 чорний пішак · c2 чорний кінь · e2 чорний пішак · f2 чорний пішак · g2 біла тура · c1 чорний слон · e1 чорна тура · f1 чорний слон · h1 чорний ферзь | a7 чорний пішак · f7 чорний пішак · g7 чорний кінь · f6 білий слон · d5 білий кінь · g4 білий король · a3 чорний король · b3 чорна тура · e3 чорний пішак · f3 чорний пішак · h3 чорний пішак · c2 чорний кінь · e2 чорний пішак · f2 чорний пішак · g2 біла тура · c1 чорний слон · e1 чорна тура · f1 чорний слон · h1 чорний ферзь | a7 чорний пішак · f7 чорний пішак · g7 чорний кінь · f6 білий слон · d5 білий кінь · g4 білий король · a3 чорний король · b3 чорна тура · e3 чорний пішак · f3 чорний пішак · h3 чорний пішак · c2 чорний кінь · e2 чорний пішак · f2 чорний пішак · g2 біла тура · c1 чорний слон · e1 чорна тура · f1 чорний слон · h1 чорний ферзь | a7 чорний пішак · f7 чорний пішак · g7 чорний кінь · f6 білий слон · d5 білий кінь · g4 білий король · a3 чорний король · b3 чорна тура · e3 чорний пішак · f3 чорний пішак · h3 чорний пішак · c2 чорний кінь · e2 чорний пішак · f2 чорний пішак · g2 біла тура · c1 чорний слон · e1 чорна тура · f1 чорний слон · h1 чорний ферзь | 6 |
| 5 | a7 чорний пішак · f7 чорний пішак · g7 чорний кінь · f6 білий слон · d5 білий кінь · g4 білий король · a3 чорний король · b3 чорна тура · e3 чорний пішак · f3 чорний пішак · h3 чорний пішак · c2 чорний кінь · e2 чорний пішак · f2 чорний пішак · g2 біла тура · c1 чорний слон · e1 чорна тура · f1 чорний слон · h1 чорний ферзь | a7 чорний пішак · f7 чорний пішак · g7 чорний кінь · f6 білий слон · d5 білий кінь · g4 білий король · a3 чорний король · b3 чорна тура · e3 чорний пішак · f3 чорний пішак · h3 чорний пішак · c2 чорний кінь · e2 чорний пішак · f2 чорний пішак · g2 біла тура · c1 чорний слон · e1 чорна тура · f1 чорний слон · h1 чорний ферзь | a7 чорний пішак · f7 чорний пішак · g7 чорний кінь · f6 білий слон · d5 білий кінь · g4 білий король · a3 чорний король · b3 чорна тура · e3 чорний пішак · f3 чорний пішак · h3 чорний пішак · c2 чорний кінь · e2 чорний пішак · f2 чорний пішак · g2 біла тура · c1 чорний слон · e1 чорна тура · f1 чорний слон · h1 чорний ферзь | a7 чорний пішак · f7 чорний пішак · g7 чорний кінь · f6 білий слон · d5 білий кінь · g4 білий король · a3 чорний король · b3 чорна тура · e3 чорний пішак · f3 чорний пішак · h3 чорний пішак · c2 чорний кінь · e2 чорний пішак · f2 чорний пішак · g2 біла тура · c1 чорний слон · e1 чорна тура · f1 чорний слон · h1 чорний ферзь | a7 чорний пішак · f7 чорний пішак · g7 чорний кінь · f6 білий слон · d5 білий кінь · g4 білий король · a3 чорний король · b3 чорна тура · e3 чорний пішак · f3 чорний пішак · h3 чорний пішак · c2 чорний кінь · e2 чорний пішак · f2 чорний пішак · g2 біла тура · c1 чорний слон · e1 чорна тура · f1 чорний слон · h1 чорний ферзь | a7 чорний пішак · f7 чорний пішак · g7 чорний кінь · f6 білий слон · d5 білий кінь · g4 білий король · a3 чорний король · b3 чорна тура · e3 чорний пішак · f3 чорний пішак · h3 чорний пішак · c2 чорний кінь · e2 чорний пішак · f2 чорний пішак · g2 біла тура · c1 чорний слон · e1 чорна тура · f1 чорний слон · h1 чорний ферзь | a7 чорний пішак · f7 чорний пішак · g7 чорний кінь · f6 білий слон · d5 білий кінь · g4 білий король · a3 чорний король · b3 чорна тура · e3 чорний пішак · f3 чорний пішак · h3 чорний пішак · c2 чорний кінь · e2 чорний пішак · f2 чорний пішак · g2 біла тура · c1 чорний слон · e1 чорна тура · f1 чорний слон · h1 чорний ферзь | a7 чорний пішак · f7 чорний пішак · g7 чорний кінь · f6 білий слон · d5 білий кінь · g4 білий король · a3 чорний король · b3 чорна тура · e3 чорний пішак · f3 чорний пішак · h3 чорний пішак · c2 чорний кінь · e2 чорний пішак · f2 чорний пішак · g2 біла тура · c1 чорний слон · e1 чорна тура · f1 чорний слон · h1 чорний ферзь | 5 |
| 4 | a7 чорний пішак · f7 чорний пішак · g7 чорний кінь · f6 білий слон · d5 білий кінь · g4 білий король · a3 чорний король · b3 чорна тура · e3 чорний пішак · f3 чорний пішак · h3 чорний пішак · c2 чорний кінь · e2 чорний пішак · f2 чорний пішак · g2 біла тура · c1 чорний слон · e1 чорна тура · f1 чорний слон · h1 чорний ферзь | a7 чорний пішак · f7 чорний пішак · g7 чорний кінь · f6 білий слон · d5 білий кінь · g4 білий король · a3 чорний король · b3 чорна тура · e3 чорний пішак · f3 чорний пішак · h3 чорний пішак · c2 чорний кінь · e2 чорний пішак · f2 чорний пішак · g2 біла тура · c1 чорний слон · e1 чорна тура · f1 чорний слон · h1 чорний ферзь | a7 чорний пішак · f7 чорний пішак · g7 чорний кінь · f6 білий слон · d5 білий кінь · g4 білий король · a3 чорний король · b3 чорна тура · e3 чорний пішак · f3 чорний пішак · h3 чорний пішак · c2 чорний кінь · e2 чорний пішак · f2 чорний пішак · g2 біла тура · c1 чорний слон · e1 чорна тура · f1 чорний слон · h1 чорний ферзь | a7 чорний пішак · f7 чорний пішак · g7 чорний кінь · f6 білий слон · d5 білий кінь · g4 білий король · a3 чорний король · b3 чорна тура · e3 чорний пішак · f3 чорний пішак · h3 чорний пішак · c2 чорний кінь · e2 чорний пішак · f2 чорний пішак · g2 біла тура · c1 чорний слон · e1 чорна тура · f1 чорний слон · h1 чорний ферзь | a7 чорний пішак · f7 чорний пішак · g7 чорний кінь · f6 білий слон · d5 білий кінь · g4 білий король · a3 чорний король · b3 чорна тура · e3 чорний пішак · f3 чорний пішак · h3 чорний пішак · c2 чорний кінь · e2 чорний пішак · f2 чорний пішак · g2 біла тура · c1 чорний слон · e1 чорна тура · f1 чорний слон · h1 чорний ферзь | a7 чорний пішак · f7 чорний пішак · g7 чорний кінь · f6 білий слон · d5 білий кінь · g4 білий король · a3 чорний король · b3 чорна тура · e3 чорний пішак · f3 чорний пішак · h3 чорний пішак · c2 чорний кінь · e2 чорний пішак · f2 чорний пішак · g2 біла тура · c1 чорний слон · e1 чорна тура · f1 чорний слон · h1 чорний ферзь | a7 чорний пішак · f7 чорний пішак · g7 чорний кінь · f6 білий слон · d5 білий кінь · g4 білий король · a3 чорний король · b3 чорна тура · e3 чорний пішак · f3 чорний пішак · h3 чорний пішак · c2 чорний кінь · e2 чорний пішак · f2 чорний пішак · g2 біла тура · c1 чорний слон · e1 чорна тура · f1 чорний слон · h1 чорний ферзь | a7 чорний пішак · f7 чорний пішак · g7 чорний кінь · f6 білий слон · d5 білий кінь · g4 білий король · a3 чорний король · b3 чорна тура · e3 чорний пішак · f3 чорний пішак · h3 чорний пішак · c2 чорний кінь · e2 чорний пішак · f2 чорний пішак · g2 біла тура · c1 чорний слон · e1 чорна тура · f1 чорний слон · h1 чорний ферзь | 4 |
| 3 | a7 чорний пішак · f7 чорний пішак · g7 чорний кінь · f6 білий слон · d5 білий кінь · g4 білий король · a3 чорний король · b3 чорна тура · e3 чорний пішак · f3 чорний пішак · h3 чорний пішак · c2 чорний кінь · e2 чорний пішак · f2 чорний пішак · g2 біла тура · c1 чорний слон · e1 чорна тура · f1 чорний слон · h1 чорний ферзь | a7 чорний пішак · f7 чорний пішак · g7 чорний кінь · f6 білий слон · d5 білий кінь · g4 білий король · a3 чорний король · b3 чорна тура · e3 чорний пішак · f3 чорний пішак · h3 чорний пішак · c2 чорний кінь · e2 чорний пішак · f2 чорний пішак · g2 біла тура · c1 чорний слон · e1 чорна тура · f1 чорний слон · h1 чорний ферзь | a7 чорний пішак · f7 чорний пішак · g7 чорний кінь · f6 білий слон · d5 білий кінь · g4 білий король · a3 чорний король · b3 чорна тура · e3 чорний пішак · f3 чорний пішак · h3 чорний пішак · c2 чорний кінь · e2 чорний пішак · f2 чорний пішак · g2 біла тура · c1 чорний слон · e1 чорна тура · f1 чорний слон · h1 чорний ферзь | a7 чорний пішак · f7 чорний пішак · g7 чорний кінь · f6 білий слон · d5 білий кінь · g4 білий король · a3 чорний король · b3 чорна тура · e3 чорний пішак · f3 чорний пішак · h3 чорний пішак · c2 чорний кінь · e2 чорний пішак · f2 чорний пішак · g2 біла тура · c1 чорний слон · e1 чорна тура · f1 чорний слон · h1 чорний ферзь | a7 чорний пішак · f7 чорний пішак · g7 чорний кінь · f6 білий слон · d5 білий кінь · g4 білий король · a3 чорний король · b3 чорна тура · e3 чорний пішак · f3 чорний пішак · h3 чорний пішак · c2 чорний кінь · e2 чорний пішак · f2 чорний пішак · g2 біла тура · c1 чорний слон · e1 чорна тура · f1 чорний слон · h1 чорний ферзь | a7 чорний пішак · f7 чорний пішак · g7 чорний кінь · f6 білий слон · d5 білий кінь · g4 білий король · a3 чорний король · b3 чорна тура · e3 чорний пішак · f3 чорний пішак · h3 чорний пішак · c2 чорний кінь · e2 чорний пішак · f2 чорний пішак · g2 біла тура · c1 чорний слон · e1 чорна тура · f1 чорний слон · h1 чорний ферзь | a7 чорний пішак · f7 чорний пішак · g7 чорний кінь · f6 білий слон · d5 білий кінь · g4 білий король · a3 чорний король · b3 чорна тура · e3 чорний пішак · f3 чорний пішак · h3 чорний пішак · c2 чорний кінь · e2 чорний пішак · f2 чорний пішак · g2 біла тура · c1 чорний слон · e1 чорна тура · f1 чорний слон · h1 чорний ферзь | a7 чорний пішак · f7 чорний пішак · g7 чорний кінь · f6 білий слон · d5 білий кінь · g4 білий король · a3 чорний король · b3 чорна тура · e3 чорний пішак · f3 чорний пішак · h3 чорний пішак · c2 чорний кінь · e2 чорний пішак · f2 чорний пішак · g2 біла тура · c1 чорний слон · e1 чорна тура · f1 чорний слон · h1 чорний ферзь | 3 |
| 2 | a7 чорний пішак · f7 чорний пішак · g7 чорний кінь · f6 білий слон · d5 білий кінь · g4 білий король · a3 чорний король · b3 чорна тура · e3 чорний пішак · f3 чорний пішак · h3 чорний пішак · c2 чорний кінь · e2 чорний пішак · f2 чорний пішак · g2 біла тура · c1 чорний слон · e1 чорна тура · f1 чорний слон · h1 чорний ферзь | a7 чорний пішак · f7 чорний пішак · g7 чорний кінь · f6 білий слон · d5 білий кінь · g4 білий король · a3 чорний король · b3 чорна тура · e3 чорний пішак · f3 чорний пішак · h3 чорний пішак · c2 чорний кінь · e2 чорний пішак · f2 чорний пішак · g2 біла тура · c1 чорний слон · e1 чорна тура · f1 чорний слон · h1 чорний ферзь | a7 чорний пішак · f7 чорний пішак · g7 чорний кінь · f6 білий слон · d5 білий кінь · g4 білий король · a3 чорний король · b3 чорна тура · e3 чорний пішак · f3 чорний пішак · h3 чорний пішак · c2 чорний кінь · e2 чорний пішак · f2 чорний пішак · g2 біла тура · c1 чорний слон · e1 чорна тура · f1 чорний слон · h1 чорний ферзь | a7 чорний пішак · f7 чорний пішак · g7 чорний кінь · f6 білий слон · d5 білий кінь · g4 білий король · a3 чорний король · b3 чорна тура · e3 чорний пішак · f3 чорний пішак · h3 чорний пішак · c2 чорний кінь · e2 чорний пішак · f2 чорний пішак · g2 біла тура · c1 чорний слон · e1 чорна тура · f1 чорний слон · h1 чорний ферзь | a7 чорний пішак · f7 чорний пішак · g7 чорний кінь · f6 білий слон · d5 білий кінь · g4 білий король · a3 чорний король · b3 чорна тура · e3 чорний пішак · f3 чорний пішак · h3 чорний пішак · c2 чорний кінь · e2 чорний пішак · f2 чорний пішак · g2 біла тура · c1 чорний слон · e1 чорна тура · f1 чорний слон · h1 чорний ферзь | a7 чорний пішак · f7 чорний пішак · g7 чорний кінь · f6 білий слон · d5 білий кінь · g4 білий король · a3 чорний король · b3 чорна тура · e3 чорний пішак · f3 чорний пішак · h3 чорний пішак · c2 чорний кінь · e2 чорний пішак · f2 чорний пішак · g2 біла тура · c1 чорний слон · e1 чорна тура · f1 чорний слон · h1 чорний ферзь | a7 чорний пішак · f7 чорний пішак · g7 чорний кінь · f6 білий слон · d5 білий кінь · g4 білий король · a3 чорний король · b3 чорна тура · e3 чорний пішак · f3 чорний пішак · h3 чорний пішак · c2 чорний кінь · e2 чорний пішак · f2 чорний пішак · g2 біла тура · c1 чорний слон · e1 чорна тура · f1 чорний слон · h1 чорний ферзь | a7 чорний пішак · f7 чорний пішак · g7 чорний кінь · f6 білий слон · d5 білий кінь · g4 білий король · a3 чорний король · b3 чорна тура · e3 чорний пішак · f3 чорний пішак · h3 чорний пішак · c2 чорний кінь · e2 чорний пішак · f2 чорний пішак · g2 біла тура · c1 чорний слон · e1 чорна тура · f1 чорний слон · h1 чорний ферзь | 2 |
| 1 | a7 чорний пішак · f7 чорний пішак · g7 чорний кінь · f6 білий слон · d5 білий кінь · g4 білий король · a3 чорний король · b3 чорна тура · e3 чорний пішак · f3 чорний пішак · h3 чорний пішак · c2 чорний кінь · e2 чорний пішак · f2 чорний пішак · g2 біла тура · c1 чорний слон · e1 чорна тура · f1 чорний слон · h1 чорний ферзь | a7 чорний пішак · f7 чорний пішак · g7 чорний кінь · f6 білий слон · d5 білий кінь · g4 білий король · a3 чорний король · b3 чорна тура · e3 чорний пішак · f3 чорний пішак · h3 чорний пішак · c2 чорний кінь · e2 чорний пішак · f2 чорний пішак · g2 біла тура · c1 чорний слон · e1 чорна тура · f1 чорний слон · h1 чорний ферзь | a7 чорний пішак · f7 чорний пішак · g7 чорний кінь · f6 білий слон · d5 білий кінь · g4 білий король · a3 чорний король · b3 чорна тура · e3 чорний пішак · f3 чорний пішак · h3 чорний пішак · c2 чорний кінь · e2 чорний пішак · f2 чорний пішак · g2 біла тура · c1 чорний слон · e1 чорна тура · f1 чорний слон · h1 чорний ферзь | a7 чорний пішак · f7 чорний пішак · g7 чорний кінь · f6 білий слон · d5 білий кінь · g4 білий король · a3 чорний король · b3 чорна тура · e3 чорний пішак · f3 чорний пішак · h3 чорний пішак · c2 чорний кінь · e2 чорний пішак · f2 чорний пішак · g2 біла тура · c1 чорний слон · e1 чорна тура · f1 чорний слон · h1 чорний ферзь | a7 чорний пішак · f7 чорний пішак · g7 чорний кінь · f6 білий слон · d5 білий кінь · g4 білий король · a3 чорний король · b3 чорна тура · e3 чорний пішак · f3 чорний пішак · h3 чорний пішак · c2 чорний кінь · e2 чорний пішак · f2 чорний пішак · g2 біла тура · c1 чорний слон · e1 чорна тура · f1 чорний слон · h1 чорний ферзь | a7 чорний пішак · f7 чорний пішак · g7 чорний кінь · f6 білий слон · d5 білий кінь · g4 білий король · a3 чорний король · b3 чорна тура · e3 чорний пішак · f3 чорний пішак · h3 чорний пішак · c2 чорний кінь · e2 чорний пішак · f2 чорний пішак · g2 біла тура · c1 чорний слон · e1 чорна тура · f1 чорний слон · h1 чорний ферзь | a7 чорний пішак · f7 чорний пішак · g7 чорний кінь · f6 білий слон · d5 білий кінь · g4 білий король · a3 чорний король · b3 чорна тура · e3 чорний пішак · f3 чорний пішак · h3 чорний пішак · c2 чорний кінь · e2 чорний пішак · f2 чорний пішак · g2 біла тура · c1 чорний слон · e1 чорна тура · f1 чорний слон · h1 чорний ферзь | a7 чорний пішак · f7 чорний пішак · g7 чорний кінь · f6 білий слон · d5 білий кінь · g4 білий король · a3 чорний король · b3 чорна тура · e3 чорний пішак · f3 чорний пішак · h3 чорний пішак · c2 чорний кінь · e2 чорний пішак · f2 чорний пішак · g2 біла тура · c1 чорний слон · e1 чорна тура · f1 чорний слон · h1 чорний ферзь | 1 |
|   | a | b | c | d | e | f | g | h |   |

2 Sol

I  1. Lb2 Kf4  2. L:f6  Tg6 3. Lb2 Ta6#
II 1. Sb4 Kh4 2. S:d5 Tg5 3. Sb4 Ta5#
У цьому творі реалізовано синтез зворотної і простої (прямої) форм Буковинської теми в кожній фазі. На першому ході чорні блокують тематичне поле біля короля, а потім знищують білу фігуру, яка це поле контролювала — зворотна форма теми, а якщо брати до уваги 2 і 3 ходи рішення, то чорні спочатку знищують білу фігуру, а потім блокують поле, яке контролювалося цією фігурою блокують — проста форма теми.
Синтез форм Буковинської теми доповнений поверненням чорних фігур і включенням, яке проходить двічі — включається біла тура перший раз білою фігурою, а другий раз чорною.

## Та́скова форма
Автор ідеї виразив тему у чотирьох рішеннях, на той час у тасковій формі.
|   | a | b | c | d | e | f | g | h |   |
| 8 | a8 чорна тура · b7 білий король · d7 чорний пішак · b6 чорний пішак · h6 білий пішак · b5 чорний пішак · h5 біла тура · a4 чорний кінь · c4 білий пішак · e4 чорний король · f4 чорний пішак · g4 білий пішак · b3 білий пішак · c3 білий пішак · h3 чорний слон · b2 чорний пішак · g2 білий пішак · b1 чорна тура · c1 білий кінь | a8 чорна тура · b7 білий король · d7 чорний пішак · b6 чорний пішак · h6 білий пішак · b5 чорний пішак · h5 біла тура · a4 чорний кінь · c4 білий пішак · e4 чорний король · f4 чорний пішак · g4 білий пішак · b3 білий пішак · c3 білий пішак · h3 чорний слон · b2 чорний пішак · g2 білий пішак · b1 чорна тура · c1 білий кінь | a8 чорна тура · b7 білий король · d7 чорний пішак · b6 чорний пішак · h6 білий пішак · b5 чорний пішак · h5 біла тура · a4 чорний кінь · c4 білий пішак · e4 чорний король · f4 чорний пішак · g4 білий пішак · b3 білий пішак · c3 білий пішак · h3 чорний слон · b2 чорний пішак · g2 білий пішак · b1 чорна тура · c1 білий кінь | a8 чорна тура · b7 білий король · d7 чорний пішак · b6 чорний пішак · h6 білий пішак · b5 чорний пішак · h5 біла тура · a4 чорний кінь · c4 білий пішак · e4 чорний король · f4 чорний пішак · g4 білий пішак · b3 білий пішак · c3 білий пішак · h3 чорний слон · b2 чорний пішак · g2 білий пішак · b1 чорна тура · c1 білий кінь | a8 чорна тура · b7 білий король · d7 чорний пішак · b6 чорний пішак · h6 білий пішак · b5 чорний пішак · h5 біла тура · a4 чорний кінь · c4 білий пішак · e4 чорний король · f4 чорний пішак · g4 білий пішак · b3 білий пішак · c3 білий пішак · h3 чорний слон · b2 чорний пішак · g2 білий пішак · b1 чорна тура · c1 білий кінь | a8 чорна тура · b7 білий король · d7 чорний пішак · b6 чорний пішак · h6 білий пішак · b5 чорний пішак · h5 біла тура · a4 чорний кінь · c4 білий пішак · e4 чорний король · f4 чорний пішак · g4 білий пішак · b3 білий пішак · c3 білий пішак · h3 чорний слон · b2 чорний пішак · g2 білий пішак · b1 чорна тура · c1 білий кінь | a8 чорна тура · b7 білий король · d7 чорний пішак · b6 чорний пішак · h6 білий пішак · b5 чорний пішак · h5 біла тура · a4 чорний кінь · c4 білий пішак · e4 чорний король · f4 чорний пішак · g4 білий пішак · b3 білий пішак · c3 білий пішак · h3 чорний слон · b2 чорний пішак · g2 білий пішак · b1 чорна тура · c1 білий кінь | a8 чорна тура · b7 білий король · d7 чорний пішак · b6 чорний пішак · h6 білий пішак · b5 чорний пішак · h5 біла тура · a4 чорний кінь · c4 білий пішак · e4 чорний король · f4 чорний пішак · g4 білий пішак · b3 білий пішак · c3 білий пішак · h3 чорний слон · b2 чорний пішак · g2 білий пішак · b1 чорна тура · c1 білий кінь | 8 |
| 7 | a8 чорна тура · b7 білий король · d7 чорний пішак · b6 чорний пішак · h6 білий пішак · b5 чорний пішак · h5 біла тура · a4 чорний кінь · c4 білий пішак · e4 чорний король · f4 чорний пішак · g4 білий пішак · b3 білий пішак · c3 білий пішак · h3 чорний слон · b2 чорний пішак · g2 білий пішак · b1 чорна тура · c1 білий кінь | a8 чорна тура · b7 білий король · d7 чорний пішак · b6 чорний пішак · h6 білий пішак · b5 чорний пішак · h5 біла тура · a4 чорний кінь · c4 білий пішак · e4 чорний король · f4 чорний пішак · g4 білий пішак · b3 білий пішак · c3 білий пішак · h3 чорний слон · b2 чорний пішак · g2 білий пішак · b1 чорна тура · c1 білий кінь | a8 чорна тура · b7 білий король · d7 чорний пішак · b6 чорний пішак · h6 білий пішак · b5 чорний пішак · h5 біла тура · a4 чорний кінь · c4 білий пішак · e4 чорний король · f4 чорний пішак · g4 білий пішак · b3 білий пішак · c3 білий пішак · h3 чорний слон · b2 чорний пішак · g2 білий пішак · b1 чорна тура · c1 білий кінь | a8 чорна тура · b7 білий король · d7 чорний пішак · b6 чорний пішак · h6 білий пішак · b5 чорний пішак · h5 біла тура · a4 чорний кінь · c4 білий пішак · e4 чорний король · f4 чорний пішак · g4 білий пішак · b3 білий пішак · c3 білий пішак · h3 чорний слон · b2 чорний пішак · g2 білий пішак · b1 чорна тура · c1 білий кінь | a8 чорна тура · b7 білий король · d7 чорний пішак · b6 чорний пішак · h6 білий пішак · b5 чорний пішак · h5 біла тура · a4 чорний кінь · c4 білий пішак · e4 чорний король · f4 чорний пішак · g4 білий пішак · b3 білий пішак · c3 білий пішак · h3 чорний слон · b2 чорний пішак · g2 білий пішак · b1 чорна тура · c1 білий кінь | a8 чорна тура · b7 білий король · d7 чорний пішак · b6 чорний пішак · h6 білий пішак · b5 чорний пішак · h5 біла тура · a4 чорний кінь · c4 білий пішак · e4 чорний король · f4 чорний пішак · g4 білий пішак · b3 білий пішак · c3 білий пішак · h3 чорний слон · b2 чорний пішак · g2 білий пішак · b1 чорна тура · c1 білий кінь | a8 чорна тура · b7 білий король · d7 чорний пішак · b6 чорний пішак · h6 білий пішак · b5 чорний пішак · h5 біла тура · a4 чорний кінь · c4 білий пішак · e4 чорний король · f4 чорний пішак · g4 білий пішак · b3 білий пішак · c3 білий пішак · h3 чорний слон · b2 чорний пішак · g2 білий пішак · b1 чорна тура · c1 білий кінь | a8 чорна тура · b7 білий король · d7 чорний пішак · b6 чорний пішак · h6 білий пішак · b5 чорний пішак · h5 біла тура · a4 чорний кінь · c4 білий пішак · e4 чорний король · f4 чорний пішак · g4 білий пішак · b3 білий пішак · c3 білий пішак · h3 чорний слон · b2 чорний пішак · g2 білий пішак · b1 чорна тура · c1 білий кінь | 7 |
| 6 | a8 чорна тура · b7 білий король · d7 чорний пішак · b6 чорний пішак · h6 білий пішак · b5 чорний пішак · h5 біла тура · a4 чорний кінь · c4 білий пішак · e4 чорний король · f4 чорний пішак · g4 білий пішак · b3 білий пішак · c3 білий пішак · h3 чорний слон · b2 чорний пішак · g2 білий пішак · b1 чорна тура · c1 білий кінь | a8 чорна тура · b7 білий король · d7 чорний пішак · b6 чорний пішак · h6 білий пішак · b5 чорний пішак · h5 біла тура · a4 чорний кінь · c4 білий пішак · e4 чорний король · f4 чорний пішак · g4 білий пішак · b3 білий пішак · c3 білий пішак · h3 чорний слон · b2 чорний пішак · g2 білий пішак · b1 чорна тура · c1 білий кінь | a8 чорна тура · b7 білий король · d7 чорний пішак · b6 чорний пішак · h6 білий пішак · b5 чорний пішак · h5 біла тура · a4 чорний кінь · c4 білий пішак · e4 чорний король · f4 чорний пішак · g4 білий пішак · b3 білий пішак · c3 білий пішак · h3 чорний слон · b2 чорний пішак · g2 білий пішак · b1 чорна тура · c1 білий кінь | a8 чорна тура · b7 білий король · d7 чорний пішак · b6 чорний пішак · h6 білий пішак · b5 чорний пішак · h5 біла тура · a4 чорний кінь · c4 білий пішак · e4 чорний король · f4 чорний пішак · g4 білий пішак · b3 білий пішак · c3 білий пішак · h3 чорний слон · b2 чорний пішак · g2 білий пішак · b1 чорна тура · c1 білий кінь | a8 чорна тура · b7 білий король · d7 чорний пішак · b6 чорний пішак · h6 білий пішак · b5 чорний пішак · h5 біла тура · a4 чорний кінь · c4 білий пішак · e4 чорний король · f4 чорний пішак · g4 білий пішак · b3 білий пішак · c3 білий пішак · h3 чорний слон · b2 чорний пішак · g2 білий пішак · b1 чорна тура · c1 білий кінь | a8 чорна тура · b7 білий король · d7 чорний пішак · b6 чорний пішак · h6 білий пішак · b5 чорний пішак · h5 біла тура · a4 чорний кінь · c4 білий пішак · e4 чорний король · f4 чорний пішак · g4 білий пішак · b3 білий пішак · c3 білий пішак · h3 чорний слон · b2 чорний пішак · g2 білий пішак · b1 чорна тура · c1 білий кінь | a8 чорна тура · b7 білий король · d7 чорний пішак · b6 чорний пішак · h6 білий пішак · b5 чорний пішак · h5 біла тура · a4 чорний кінь · c4 білий пішак · e4 чорний король · f4 чорний пішак · g4 білий пішак · b3 білий пішак · c3 білий пішак · h3 чорний слон · b2 чорний пішак · g2 білий пішак · b1 чорна тура · c1 білий кінь | a8 чорна тура · b7 білий король · d7 чорний пішак · b6 чорний пішак · h6 білий пішак · b5 чорний пішак · h5 біла тура · a4 чорний кінь · c4 білий пішак · e4 чорний король · f4 чорний пішак · g4 білий пішак · b3 білий пішак · c3 білий пішак · h3 чорний слон · b2 чорний пішак · g2 білий пішак · b1 чорна тура · c1 білий кінь | 6 |
| 5 | a8 чорна тура · b7 білий король · d7 чорний пішак · b6 чорний пішак · h6 білий пішак · b5 чорний пішак · h5 біла тура · a4 чорний кінь · c4 білий пішак · e4 чорний король · f4 чорний пішак · g4 білий пішак · b3 білий пішак · c3 білий пішак · h3 чорний слон · b2 чорний пішак · g2 білий пішак · b1 чорна тура · c1 білий кінь | a8 чорна тура · b7 білий король · d7 чорний пішак · b6 чорний пішак · h6 білий пішак · b5 чорний пішак · h5 біла тура · a4 чорний кінь · c4 білий пішак · e4 чорний король · f4 чорний пішак · g4 білий пішак · b3 білий пішак · c3 білий пішак · h3 чорний слон · b2 чорний пішак · g2 білий пішак · b1 чорна тура · c1 білий кінь | a8 чорна тура · b7 білий король · d7 чорний пішак · b6 чорний пішак · h6 білий пішак · b5 чорний пішак · h5 біла тура · a4 чорний кінь · c4 білий пішак · e4 чорний король · f4 чорний пішак · g4 білий пішак · b3 білий пішак · c3 білий пішак · h3 чорний слон · b2 чорний пішак · g2 білий пішак · b1 чорна тура · c1 білий кінь | a8 чорна тура · b7 білий король · d7 чорний пішак · b6 чорний пішак · h6 білий пішак · b5 чорний пішак · h5 біла тура · a4 чорний кінь · c4 білий пішак · e4 чорний король · f4 чорний пішак · g4 білий пішак · b3 білий пішак · c3 білий пішак · h3 чорний слон · b2 чорний пішак · g2 білий пішак · b1 чорна тура · c1 білий кінь | a8 чорна тура · b7 білий король · d7 чорний пішак · b6 чорний пішак · h6 білий пішак · b5 чорний пішак · h5 біла тура · a4 чорний кінь · c4 білий пішак · e4 чорний король · f4 чорний пішак · g4 білий пішак · b3 білий пішак · c3 білий пішак · h3 чорний слон · b2 чорний пішак · g2 білий пішак · b1 чорна тура · c1 білий кінь | a8 чорна тура · b7 білий король · d7 чорний пішак · b6 чорний пішак · h6 білий пішак · b5 чорний пішак · h5 біла тура · a4 чорний кінь · c4 білий пішак · e4 чорний король · f4 чорний пішак · g4 білий пішак · b3 білий пішак · c3 білий пішак · h3 чорний слон · b2 чорний пішак · g2 білий пішак · b1 чорна тура · c1 білий кінь | a8 чорна тура · b7 білий король · d7 чорний пішак · b6 чорний пішак · h6 білий пішак · b5 чорний пішак · h5 біла тура · a4 чорний кінь · c4 білий пішак · e4 чорний король · f4 чорний пішак · g4 білий пішак · b3 білий пішак · c3 білий пішак · h3 чорний слон · b2 чорний пішак · g2 білий пішак · b1 чорна тура · c1 білий кінь | a8 чорна тура · b7 білий король · d7 чорний пішак · b6 чорний пішак · h6 білий пішак · b5 чорний пішак · h5 біла тура · a4 чорний кінь · c4 білий пішак · e4 чорний король · f4 чорний пішак · g4 білий пішак · b3 білий пішак · c3 білий пішак · h3 чорний слон · b2 чорний пішак · g2 білий пішак · b1 чорна тура · c1 білий кінь | 5 |
| 4 | a8 чорна тура · b7 білий король · d7 чорний пішак · b6 чорний пішак · h6 білий пішак · b5 чорний пішак · h5 біла тура · a4 чорний кінь · c4 білий пішак · e4 чорний король · f4 чорний пішак · g4 білий пішак · b3 білий пішак · c3 білий пішак · h3 чорний слон · b2 чорний пішак · g2 білий пішак · b1 чорна тура · c1 білий кінь | a8 чорна тура · b7 білий король · d7 чорний пішак · b6 чорний пішак · h6 білий пішак · b5 чорний пішак · h5 біла тура · a4 чорний кінь · c4 білий пішак · e4 чорний король · f4 чорний пішак · g4 білий пішак · b3 білий пішак · c3 білий пішак · h3 чорний слон · b2 чорний пішак · g2 білий пішак · b1 чорна тура · c1 білий кінь | a8 чорна тура · b7 білий король · d7 чорний пішак · b6 чорний пішак · h6 білий пішак · b5 чорний пішак · h5 біла тура · a4 чорний кінь · c4 білий пішак · e4 чорний король · f4 чорний пішак · g4 білий пішак · b3 білий пішак · c3 білий пішак · h3 чорний слон · b2 чорний пішак · g2 білий пішак · b1 чорна тура · c1 білий кінь | a8 чорна тура · b7 білий король · d7 чорний пішак · b6 чорний пішак · h6 білий пішак · b5 чорний пішак · h5 біла тура · a4 чорний кінь · c4 білий пішак · e4 чорний король · f4 чорний пішак · g4 білий пішак · b3 білий пішак · c3 білий пішак · h3 чорний слон · b2 чорний пішак · g2 білий пішак · b1 чорна тура · c1 білий кінь | a8 чорна тура · b7 білий король · d7 чорний пішак · b6 чорний пішак · h6 білий пішак · b5 чорний пішак · h5 біла тура · a4 чорний кінь · c4 білий пішак · e4 чорний король · f4 чорний пішак · g4 білий пішак · b3 білий пішак · c3 білий пішак · h3 чорний слон · b2 чорний пішак · g2 білий пішак · b1 чорна тура · c1 білий кінь | a8 чорна тура · b7 білий король · d7 чорний пішак · b6 чорний пішак · h6 білий пішак · b5 чорний пішак · h5 біла тура · a4 чорний кінь · c4 білий пішак · e4 чорний король · f4 чорний пішак · g4 білий пішак · b3 білий пішак · c3 білий пішак · h3 чорний слон · b2 чорний пішак · g2 білий пішак · b1 чорна тура · c1 білий кінь | a8 чорна тура · b7 білий король · d7 чорний пішак · b6 чорний пішак · h6 білий пішак · b5 чорний пішак · h5 біла тура · a4 чорний кінь · c4 білий пішак · e4 чорний король · f4 чорний пішак · g4 білий пішак · b3 білий пішак · c3 білий пішак · h3 чорний слон · b2 чорний пішак · g2 білий пішак · b1 чорна тура · c1 білий кінь | a8 чорна тура · b7 білий король · d7 чорний пішак · b6 чорний пішак · h6 білий пішак · b5 чорний пішак · h5 біла тура · a4 чорний кінь · c4 білий пішак · e4 чорний король · f4 чорний пішак · g4 білий пішак · b3 білий пішак · c3 білий пішак · h3 чорний слон · b2 чорний пішак · g2 білий пішак · b1 чорна тура · c1 білий кінь | 4 |
| 3 | a8 чорна тура · b7 білий король · d7 чорний пішак · b6 чорний пішак · h6 білий пішак · b5 чорний пішак · h5 біла тура · a4 чорний кінь · c4 білий пішак · e4 чорний король · f4 чорний пішак · g4 білий пішак · b3 білий пішак · c3 білий пішак · h3 чорний слон · b2 чорний пішак · g2 білий пішак · b1 чорна тура · c1 білий кінь | a8 чорна тура · b7 білий король · d7 чорний пішак · b6 чорний пішак · h6 білий пішак · b5 чорний пішак · h5 біла тура · a4 чорний кінь · c4 білий пішак · e4 чорний король · f4 чорний пішак · g4 білий пішак · b3 білий пішак · c3 білий пішак · h3 чорний слон · b2 чорний пішак · g2 білий пішак · b1 чорна тура · c1 білий кінь | a8 чорна тура · b7 білий король · d7 чорний пішак · b6 чорний пішак · h6 білий пішак · b5 чорний пішак · h5 біла тура · a4 чорний кінь · c4 білий пішак · e4 чорний король · f4 чорний пішак · g4 білий пішак · b3 білий пішак · c3 білий пішак · h3 чорний слон · b2 чорний пішак · g2 білий пішак · b1 чорна тура · c1 білий кінь | a8 чорна тура · b7 білий король · d7 чорний пішак · b6 чорний пішак · h6 білий пішак · b5 чорний пішак · h5 біла тура · a4 чорний кінь · c4 білий пішак · e4 чорний король · f4 чорний пішак · g4 білий пішак · b3 білий пішак · c3 білий пішак · h3 чорний слон · b2 чорний пішак · g2 білий пішак · b1 чорна тура · c1 білий кінь | a8 чорна тура · b7 білий король · d7 чорний пішак · b6 чорний пішак · h6 білий пішак · b5 чорний пішак · h5 біла тура · a4 чорний кінь · c4 білий пішак · e4 чорний король · f4 чорний пішак · g4 білий пішак · b3 білий пішак · c3 білий пішак · h3 чорний слон · b2 чорний пішак · g2 білий пішак · b1 чорна тура · c1 білий кінь | a8 чорна тура · b7 білий король · d7 чорний пішак · b6 чорний пішак · h6 білий пішак · b5 чорний пішак · h5 біла тура · a4 чорний кінь · c4 білий пішак · e4 чорний король · f4 чорний пішак · g4 білий пішак · b3 білий пішак · c3 білий пішак · h3 чорний слон · b2 чорний пішак · g2 білий пішак · b1 чорна тура · c1 білий кінь | a8 чорна тура · b7 білий король · d7 чорний пішак · b6 чорний пішак · h6 білий пішак · b5 чорний пішак · h5 біла тура · a4 чорний кінь · c4 білий пішак · e4 чорний король · f4 чорний пішак · g4 білий пішак · b3 білий пішак · c3 білий пішак · h3 чорний слон · b2 чорний пішак · g2 білий пішак · b1 чорна тура · c1 білий кінь | a8 чорна тура · b7 білий король · d7 чорний пішак · b6 чорний пішак · h6 білий пішак · b5 чорний пішак · h5 біла тура · a4 чорний кінь · c4 білий пішак · e4 чорний король · f4 чорний пішак · g4 білий пішак · b3 білий пішак · c3 білий пішак · h3 чорний слон · b2 чорний пішак · g2 білий пішак · b1 чорна тура · c1 білий кінь | 3 |
| 2 | a8 чорна тура · b7 білий король · d7 чорний пішак · b6 чорний пішак · h6 білий пішак · b5 чорний пішак · h5 біла тура · a4 чорний кінь · c4 білий пішак · e4 чорний король · f4 чорний пішак · g4 білий пішак · b3 білий пішак · c3 білий пішак · h3 чорний слон · b2 чорний пішак · g2 білий пішак · b1 чорна тура · c1 білий кінь | a8 чорна тура · b7 білий король · d7 чорний пішак · b6 чорний пішак · h6 білий пішак · b5 чорний пішак · h5 біла тура · a4 чорний кінь · c4 білий пішак · e4 чорний король · f4 чорний пішак · g4 білий пішак · b3 білий пішак · c3 білий пішак · h3 чорний слон · b2 чорний пішак · g2 білий пішак · b1 чорна тура · c1 білий кінь | a8 чорна тура · b7 білий король · d7 чорний пішак · b6 чорний пішак · h6 білий пішак · b5 чорний пішак · h5 біла тура · a4 чорний кінь · c4 білий пішак · e4 чорний король · f4 чорний пішак · g4 білий пішак · b3 білий пішак · c3 білий пішак · h3 чорний слон · b2 чорний пішак · g2 білий пішак · b1 чорна тура · c1 білий кінь | a8 чорна тура · b7 білий король · d7 чорний пішак · b6 чорний пішак · h6 білий пішак · b5 чорний пішак · h5 біла тура · a4 чорний кінь · c4 білий пішак · e4 чорний король · f4 чорний пішак · g4 білий пішак · b3 білий пішак · c3 білий пішак · h3 чорний слон · b2 чорний пішак · g2 білий пішак · b1 чорна тура · c1 білий кінь | a8 чорна тура · b7 білий король · d7 чорний пішак · b6 чорний пішак · h6 білий пішак · b5 чорний пішак · h5 біла тура · a4 чорний кінь · c4 білий пішак · e4 чорний король · f4 чорний пішак · g4 білий пішак · b3 білий пішак · c3 білий пішак · h3 чорний слон · b2 чорний пішак · g2 білий пішак · b1 чорна тура · c1 білий кінь | a8 чорна тура · b7 білий король · d7 чорний пішак · b6 чорний пішак · h6 білий пішак · b5 чорний пішак · h5 біла тура · a4 чорний кінь · c4 білий пішак · e4 чорний король · f4 чорний пішак · g4 білий пішак · b3 білий пішак · c3 білий пішак · h3 чорний слон · b2 чорний пішак · g2 білий пішак · b1 чорна тура · c1 білий кінь | a8 чорна тура · b7 білий король · d7 чорний пішак · b6 чорний пішак · h6 білий пішак · b5 чорний пішак · h5 біла тура · a4 чорний кінь · c4 білий пішак · e4 чорний король · f4 чорний пішак · g4 білий пішак · b3 білий пішак · c3 білий пішак · h3 чорний слон · b2 чорний пішак · g2 білий пішак · b1 чорна тура · c1 білий кінь | a8 чорна тура · b7 білий король · d7 чорний пішак · b6 чорний пішак · h6 білий пішак · b5 чорний пішак · h5 біла тура · a4 чорний кінь · c4 білий пішак · e4 чорний король · f4 чорний пішак · g4 білий пішак · b3 білий пішак · c3 білий пішак · h3 чорний слон · b2 чорний пішак · g2 білий пішак · b1 чорна тура · c1 білий кінь | 2 |
| 1 | a8 чорна тура · b7 білий король · d7 чорний пішак · b6 чорний пішак · h6 білий пішак · b5 чорний пішак · h5 біла тура · a4 чорний кінь · c4 білий пішак · e4 чорний король · f4 чорний пішак · g4 білий пішак · b3 білий пішак · c3 білий пішак · h3 чорний слон · b2 чорний пішак · g2 білий пішак · b1 чорна тура · c1 білий кінь | a8 чорна тура · b7 білий король · d7 чорний пішак · b6 чорний пішак · h6 білий пішак · b5 чорний пішак · h5 біла тура · a4 чорний кінь · c4 білий пішак · e4 чорний король · f4 чорний пішак · g4 білий пішак · b3 білий пішак · c3 білий пішак · h3 чорний слон · b2 чорний пішак · g2 білий пішак · b1 чорна тура · c1 білий кінь | a8 чорна тура · b7 білий король · d7 чорний пішак · b6 чорний пішак · h6 білий пішак · b5 чорний пішак · h5 біла тура · a4 чорний кінь · c4 білий пішак · e4 чорний король · f4 чорний пішак · g4 білий пішак · b3 білий пішак · c3 білий пішак · h3 чорний слон · b2 чорний пішак · g2 білий пішак · b1 чорна тура · c1 білий кінь | a8 чорна тура · b7 білий король · d7 чорний пішак · b6 чорний пішак · h6 білий пішак · b5 чорний пішак · h5 біла тура · a4 чорний кінь · c4 білий пішак · e4 чорний король · f4 чорний пішак · g4 білий пішак · b3 білий пішак · c3 білий пішак · h3 чорний слон · b2 чорний пішак · g2 білий пішак · b1 чорна тура · c1 білий кінь | a8 чорна тура · b7 білий король · d7 чорний пішак · b6 чорний пішак · h6 білий пішак · b5 чорний пішак · h5 біла тура · a4 чорний кінь · c4 білий пішак · e4 чорний король · f4 чорний пішак · g4 білий пішак · b3 білий пішак · c3 білий пішак · h3 чорний слон · b2 чорний пішак · g2 білий пішак · b1 чорна тура · c1 білий кінь | a8 чорна тура · b7 білий король · d7 чорний пішак · b6 чорний пішак · h6 білий пішак · b5 чорний пішак · h5 біла тура · a4 чорний кінь · c4 білий пішак · e4 чорний король · f4 чорний пішак · g4 білий пішак · b3 білий пішак · c3 білий пішак · h3 чорний слон · b2 чорний пішак · g2 білий пішак · b1 чорна тура · c1 білий кінь | a8 чорна тура · b7 білий король · d7 чорний пішак · b6 чорний пішак · h6 білий пішак · b5 чорний пішак · h5 біла тура · a4 чорний кінь · c4 білий пішак · e4 чорний король · f4 чорний пішак · g4 білий пішак · b3 білий пішак · c3 білий пішак · h3 чорний слон · b2 чорний пішак · g2 білий пішак · b1 чорна тура · c1 білий кінь | a8 чорна тура · b7 білий король · d7 чорний пішак · b6 чорний пішак · h6 білий пішак · b5 чорний пішак · h5 біла тура · a4 чорний кінь · c4 білий пішак · e4 чорний король · f4 чорний пішак · g4 білий пішак · b3 білий пішак · c3 білий пішак · h3 чорний слон · b2 чорний пішак · g2 білий пішак · b1 чорна тура · c1 білий кінь | 1 |
|   | a | b | c | d | e | f | g | h |   |

b) h5 → a1, c)=b a8 → d2, d)=c a1→ b4

a) 1. L:g4  Th1 2. Lf5 Te1#
b) 1. bc1S Ta2 2. Sd3 Te2#
c) 1. S:c3  Ta8 2. Td4 Te8#
d) 1. bc4   T:b6 2. d5  Te6#
Тема виражена в тасковой формі. Тут ключові поля, прикриті по одному разу: «d3», «d4», «d5» і «f5». Для таскового вираження теми в чотирьох фазах довелося вдатися до такого типу створення близнюків (продовжені близнюки).
До речі, можна створити ще один близнюк:
е) h5→b4

## Синтез теми з іншими темами
Для розширення змісту задачі з Буковинською темою додатково можна ще поєднати і тему Зілахі. Цей синтез є максимально органічний для вираження, оскільки спільна складова теми Зілахі і Буковинської теми є жертви білих фігур.
|   | a | b | c | d | e | f | g | h |   |
| 8 | c8 чорний ферзь · f8 чорний кінь · h8 чорна тура · c7 чорний пішак · d7 чорний король · c6 чорна тура · e6 білий кінь · g6 чорний пішак · h5 чорний слон · c4 чорний кінь · f4 чорний пішак · g4 білий кінь · d2 білий слон · g2 чорний пішак · a1 білий король · c1 чорний слон | c8 чорний ферзь · f8 чорний кінь · h8 чорна тура · c7 чорний пішак · d7 чорний король · c6 чорна тура · e6 білий кінь · g6 чорний пішак · h5 чорний слон · c4 чорний кінь · f4 чорний пішак · g4 білий кінь · d2 білий слон · g2 чорний пішак · a1 білий король · c1 чорний слон | c8 чорний ферзь · f8 чорний кінь · h8 чорна тура · c7 чорний пішак · d7 чорний король · c6 чорна тура · e6 білий кінь · g6 чорний пішак · h5 чорний слон · c4 чорний кінь · f4 чорний пішак · g4 білий кінь · d2 білий слон · g2 чорний пішак · a1 білий король · c1 чорний слон | c8 чорний ферзь · f8 чорний кінь · h8 чорна тура · c7 чорний пішак · d7 чорний король · c6 чорна тура · e6 білий кінь · g6 чорний пішак · h5 чорний слон · c4 чорний кінь · f4 чорний пішак · g4 білий кінь · d2 білий слон · g2 чорний пішак · a1 білий король · c1 чорний слон | c8 чорний ферзь · f8 чорний кінь · h8 чорна тура · c7 чорний пішак · d7 чорний король · c6 чорна тура · e6 білий кінь · g6 чорний пішак · h5 чорний слон · c4 чорний кінь · f4 чорний пішак · g4 білий кінь · d2 білий слон · g2 чорний пішак · a1 білий король · c1 чорний слон | c8 чорний ферзь · f8 чорний кінь · h8 чорна тура · c7 чорний пішак · d7 чорний король · c6 чорна тура · e6 білий кінь · g6 чорний пішак · h5 чорний слон · c4 чорний кінь · f4 чорний пішак · g4 білий кінь · d2 білий слон · g2 чорний пішак · a1 білий король · c1 чорний слон | c8 чорний ферзь · f8 чорний кінь · h8 чорна тура · c7 чорний пішак · d7 чорний король · c6 чорна тура · e6 білий кінь · g6 чорний пішак · h5 чорний слон · c4 чорний кінь · f4 чорний пішак · g4 білий кінь · d2 білий слон · g2 чорний пішак · a1 білий король · c1 чорний слон | c8 чорний ферзь · f8 чорний кінь · h8 чорна тура · c7 чорний пішак · d7 чорний король · c6 чорна тура · e6 білий кінь · g6 чорний пішак · h5 чорний слон · c4 чорний кінь · f4 чорний пішак · g4 білий кінь · d2 білий слон · g2 чорний пішак · a1 білий король · c1 чорний слон | 8 |
| 7 | c8 чорний ферзь · f8 чорний кінь · h8 чорна тура · c7 чорний пішак · d7 чорний король · c6 чорна тура · e6 білий кінь · g6 чорний пішак · h5 чорний слон · c4 чорний кінь · f4 чорний пішак · g4 білий кінь · d2 білий слон · g2 чорний пішак · a1 білий король · c1 чорний слон | c8 чорний ферзь · f8 чорний кінь · h8 чорна тура · c7 чорний пішак · d7 чорний король · c6 чорна тура · e6 білий кінь · g6 чорний пішак · h5 чорний слон · c4 чорний кінь · f4 чорний пішак · g4 білий кінь · d2 білий слон · g2 чорний пішак · a1 білий король · c1 чорний слон | c8 чорний ферзь · f8 чорний кінь · h8 чорна тура · c7 чорний пішак · d7 чорний король · c6 чорна тура · e6 білий кінь · g6 чорний пішак · h5 чорний слон · c4 чорний кінь · f4 чорний пішак · g4 білий кінь · d2 білий слон · g2 чорний пішак · a1 білий король · c1 чорний слон | c8 чорний ферзь · f8 чорний кінь · h8 чорна тура · c7 чорний пішак · d7 чорний король · c6 чорна тура · e6 білий кінь · g6 чорний пішак · h5 чорний слон · c4 чорний кінь · f4 чорний пішак · g4 білий кінь · d2 білий слон · g2 чорний пішак · a1 білий король · c1 чорний слон | c8 чорний ферзь · f8 чорний кінь · h8 чорна тура · c7 чорний пішак · d7 чорний король · c6 чорна тура · e6 білий кінь · g6 чорний пішак · h5 чорний слон · c4 чорний кінь · f4 чорний пішак · g4 білий кінь · d2 білий слон · g2 чорний пішак · a1 білий король · c1 чорний слон | c8 чорний ферзь · f8 чорний кінь · h8 чорна тура · c7 чорний пішак · d7 чорний король · c6 чорна тура · e6 білий кінь · g6 чорний пішак · h5 чорний слон · c4 чорний кінь · f4 чорний пішак · g4 білий кінь · d2 білий слон · g2 чорний пішак · a1 білий король · c1 чорний слон | c8 чорний ферзь · f8 чорний кінь · h8 чорна тура · c7 чорний пішак · d7 чорний король · c6 чорна тура · e6 білий кінь · g6 чорний пішак · h5 чорний слон · c4 чорний кінь · f4 чорний пішак · g4 білий кінь · d2 білий слон · g2 чорний пішак · a1 білий король · c1 чорний слон | c8 чорний ферзь · f8 чорний кінь · h8 чорна тура · c7 чорний пішак · d7 чорний король · c6 чорна тура · e6 білий кінь · g6 чорний пішак · h5 чорний слон · c4 чорний кінь · f4 чорний пішак · g4 білий кінь · d2 білий слон · g2 чорний пішак · a1 білий король · c1 чорний слон | 7 |
| 6 | c8 чорний ферзь · f8 чорний кінь · h8 чорна тура · c7 чорний пішак · d7 чорний король · c6 чорна тура · e6 білий кінь · g6 чорний пішак · h5 чорний слон · c4 чорний кінь · f4 чорний пішак · g4 білий кінь · d2 білий слон · g2 чорний пішак · a1 білий король · c1 чорний слон | c8 чорний ферзь · f8 чорний кінь · h8 чорна тура · c7 чорний пішак · d7 чорний король · c6 чорна тура · e6 білий кінь · g6 чорний пішак · h5 чорний слон · c4 чорний кінь · f4 чорний пішак · g4 білий кінь · d2 білий слон · g2 чорний пішак · a1 білий король · c1 чорний слон | c8 чорний ферзь · f8 чорний кінь · h8 чорна тура · c7 чорний пішак · d7 чорний король · c6 чорна тура · e6 білий кінь · g6 чорний пішак · h5 чорний слон · c4 чорний кінь · f4 чорний пішак · g4 білий кінь · d2 білий слон · g2 чорний пішак · a1 білий король · c1 чорний слон | c8 чорний ферзь · f8 чорний кінь · h8 чорна тура · c7 чорний пішак · d7 чорний король · c6 чорна тура · e6 білий кінь · g6 чорний пішак · h5 чорний слон · c4 чорний кінь · f4 чорний пішак · g4 білий кінь · d2 білий слон · g2 чорний пішак · a1 білий король · c1 чорний слон | c8 чорний ферзь · f8 чорний кінь · h8 чорна тура · c7 чорний пішак · d7 чорний король · c6 чорна тура · e6 білий кінь · g6 чорний пішак · h5 чорний слон · c4 чорний кінь · f4 чорний пішак · g4 білий кінь · d2 білий слон · g2 чорний пішак · a1 білий король · c1 чорний слон | c8 чорний ферзь · f8 чорний кінь · h8 чорна тура · c7 чорний пішак · d7 чорний король · c6 чорна тура · e6 білий кінь · g6 чорний пішак · h5 чорний слон · c4 чорний кінь · f4 чорний пішак · g4 білий кінь · d2 білий слон · g2 чорний пішак · a1 білий король · c1 чорний слон | c8 чорний ферзь · f8 чорний кінь · h8 чорна тура · c7 чорний пішак · d7 чорний король · c6 чорна тура · e6 білий кінь · g6 чорний пішак · h5 чорний слон · c4 чорний кінь · f4 чорний пішак · g4 білий кінь · d2 білий слон · g2 чорний пішак · a1 білий король · c1 чорний слон | c8 чорний ферзь · f8 чорний кінь · h8 чорна тура · c7 чорний пішак · d7 чорний король · c6 чорна тура · e6 білий кінь · g6 чорний пішак · h5 чорний слон · c4 чорний кінь · f4 чорний пішак · g4 білий кінь · d2 білий слон · g2 чорний пішак · a1 білий король · c1 чорний слон | 6 |
| 5 | c8 чорний ферзь · f8 чорний кінь · h8 чорна тура · c7 чорний пішак · d7 чорний король · c6 чорна тура · e6 білий кінь · g6 чорний пішак · h5 чорний слон · c4 чорний кінь · f4 чорний пішак · g4 білий кінь · d2 білий слон · g2 чорний пішак · a1 білий король · c1 чорний слон | c8 чорний ферзь · f8 чорний кінь · h8 чорна тура · c7 чорний пішак · d7 чорний король · c6 чорна тура · e6 білий кінь · g6 чорний пішак · h5 чорний слон · c4 чорний кінь · f4 чорний пішак · g4 білий кінь · d2 білий слон · g2 чорний пішак · a1 білий король · c1 чорний слон | c8 чорний ферзь · f8 чорний кінь · h8 чорна тура · c7 чорний пішак · d7 чорний король · c6 чорна тура · e6 білий кінь · g6 чорний пішак · h5 чорний слон · c4 чорний кінь · f4 чорний пішак · g4 білий кінь · d2 білий слон · g2 чорний пішак · a1 білий король · c1 чорний слон | c8 чорний ферзь · f8 чорний кінь · h8 чорна тура · c7 чорний пішак · d7 чорний король · c6 чорна тура · e6 білий кінь · g6 чорний пішак · h5 чорний слон · c4 чорний кінь · f4 чорний пішак · g4 білий кінь · d2 білий слон · g2 чорний пішак · a1 білий король · c1 чорний слон | c8 чорний ферзь · f8 чорний кінь · h8 чорна тура · c7 чорний пішак · d7 чорний король · c6 чорна тура · e6 білий кінь · g6 чорний пішак · h5 чорний слон · c4 чорний кінь · f4 чорний пішак · g4 білий кінь · d2 білий слон · g2 чорний пішак · a1 білий король · c1 чорний слон | c8 чорний ферзь · f8 чорний кінь · h8 чорна тура · c7 чорний пішак · d7 чорний король · c6 чорна тура · e6 білий кінь · g6 чорний пішак · h5 чорний слон · c4 чорний кінь · f4 чорний пішак · g4 білий кінь · d2 білий слон · g2 чорний пішак · a1 білий король · c1 чорний слон | c8 чорний ферзь · f8 чорний кінь · h8 чорна тура · c7 чорний пішак · d7 чорний король · c6 чорна тура · e6 білий кінь · g6 чорний пішак · h5 чорний слон · c4 чорний кінь · f4 чорний пішак · g4 білий кінь · d2 білий слон · g2 чорний пішак · a1 білий король · c1 чорний слон | c8 чорний ферзь · f8 чорний кінь · h8 чорна тура · c7 чорний пішак · d7 чорний король · c6 чорна тура · e6 білий кінь · g6 чорний пішак · h5 чорний слон · c4 чорний кінь · f4 чорний пішак · g4 білий кінь · d2 білий слон · g2 чорний пішак · a1 білий король · c1 чорний слон | 5 |
| 4 | c8 чорний ферзь · f8 чорний кінь · h8 чорна тура · c7 чорний пішак · d7 чорний король · c6 чорна тура · e6 білий кінь · g6 чорний пішак · h5 чорний слон · c4 чорний кінь · f4 чорний пішак · g4 білий кінь · d2 білий слон · g2 чорний пішак · a1 білий король · c1 чорний слон | c8 чорний ферзь · f8 чорний кінь · h8 чорна тура · c7 чорний пішак · d7 чорний король · c6 чорна тура · e6 білий кінь · g6 чорний пішак · h5 чорний слон · c4 чорний кінь · f4 чорний пішак · g4 білий кінь · d2 білий слон · g2 чорний пішак · a1 білий король · c1 чорний слон | c8 чорний ферзь · f8 чорний кінь · h8 чорна тура · c7 чорний пішак · d7 чорний король · c6 чорна тура · e6 білий кінь · g6 чорний пішак · h5 чорний слон · c4 чорний кінь · f4 чорний пішак · g4 білий кінь · d2 білий слон · g2 чорний пішак · a1 білий король · c1 чорний слон | c8 чорний ферзь · f8 чорний кінь · h8 чорна тура · c7 чорний пішак · d7 чорний король · c6 чорна тура · e6 білий кінь · g6 чорний пішак · h5 чорний слон · c4 чорний кінь · f4 чорний пішак · g4 білий кінь · d2 білий слон · g2 чорний пішак · a1 білий король · c1 чорний слон | c8 чорний ферзь · f8 чорний кінь · h8 чорна тура · c7 чорний пішак · d7 чорний король · c6 чорна тура · e6 білий кінь · g6 чорний пішак · h5 чорний слон · c4 чорний кінь · f4 чорний пішак · g4 білий кінь · d2 білий слон · g2 чорний пішак · a1 білий король · c1 чорний слон | c8 чорний ферзь · f8 чорний кінь · h8 чорна тура · c7 чорний пішак · d7 чорний король · c6 чорна тура · e6 білий кінь · g6 чорний пішак · h5 чорний слон · c4 чорний кінь · f4 чорний пішак · g4 білий кінь · d2 білий слон · g2 чорний пішак · a1 білий король · c1 чорний слон | c8 чорний ферзь · f8 чорний кінь · h8 чорна тура · c7 чорний пішак · d7 чорний король · c6 чорна тура · e6 білий кінь · g6 чорний пішак · h5 чорний слон · c4 чорний кінь · f4 чорний пішак · g4 білий кінь · d2 білий слон · g2 чорний пішак · a1 білий король · c1 чорний слон | c8 чорний ферзь · f8 чорний кінь · h8 чорна тура · c7 чорний пішак · d7 чорний король · c6 чорна тура · e6 білий кінь · g6 чорний пішак · h5 чорний слон · c4 чорний кінь · f4 чорний пішак · g4 білий кінь · d2 білий слон · g2 чорний пішак · a1 білий король · c1 чорний слон | 4 |
| 3 | c8 чорний ферзь · f8 чорний кінь · h8 чорна тура · c7 чорний пішак · d7 чорний король · c6 чорна тура · e6 білий кінь · g6 чорний пішак · h5 чорний слон · c4 чорний кінь · f4 чорний пішак · g4 білий кінь · d2 білий слон · g2 чорний пішак · a1 білий король · c1 чорний слон | c8 чорний ферзь · f8 чорний кінь · h8 чорна тура · c7 чорний пішак · d7 чорний король · c6 чорна тура · e6 білий кінь · g6 чорний пішак · h5 чорний слон · c4 чорний кінь · f4 чорний пішак · g4 білий кінь · d2 білий слон · g2 чорний пішак · a1 білий король · c1 чорний слон | c8 чорний ферзь · f8 чорний кінь · h8 чорна тура · c7 чорний пішак · d7 чорний король · c6 чорна тура · e6 білий кінь · g6 чорний пішак · h5 чорний слон · c4 чорний кінь · f4 чорний пішак · g4 білий кінь · d2 білий слон · g2 чорний пішак · a1 білий король · c1 чорний слон | c8 чорний ферзь · f8 чорний кінь · h8 чорна тура · c7 чорний пішак · d7 чорний король · c6 чорна тура · e6 білий кінь · g6 чорний пішак · h5 чорний слон · c4 чорний кінь · f4 чорний пішак · g4 білий кінь · d2 білий слон · g2 чорний пішак · a1 білий король · c1 чорний слон | c8 чорний ферзь · f8 чорний кінь · h8 чорна тура · c7 чорний пішак · d7 чорний король · c6 чорна тура · e6 білий кінь · g6 чорний пішак · h5 чорний слон · c4 чорний кінь · f4 чорний пішак · g4 білий кінь · d2 білий слон · g2 чорний пішак · a1 білий король · c1 чорний слон | c8 чорний ферзь · f8 чорний кінь · h8 чорна тура · c7 чорний пішак · d7 чорний король · c6 чорна тура · e6 білий кінь · g6 чорний пішак · h5 чорний слон · c4 чорний кінь · f4 чорний пішак · g4 білий кінь · d2 білий слон · g2 чорний пішак · a1 білий король · c1 чорний слон | c8 чорний ферзь · f8 чорний кінь · h8 чорна тура · c7 чорний пішак · d7 чорний король · c6 чорна тура · e6 білий кінь · g6 чорний пішак · h5 чорний слон · c4 чорний кінь · f4 чорний пішак · g4 білий кінь · d2 білий слон · g2 чорний пішак · a1 білий король · c1 чорний слон | c8 чорний ферзь · f8 чорний кінь · h8 чорна тура · c7 чорний пішак · d7 чорний король · c6 чорна тура · e6 білий кінь · g6 чорний пішак · h5 чорний слон · c4 чорний кінь · f4 чорний пішак · g4 білий кінь · d2 білий слон · g2 чорний пішак · a1 білий король · c1 чорний слон | 3 |
| 2 | c8 чорний ферзь · f8 чорний кінь · h8 чорна тура · c7 чорний пішак · d7 чорний король · c6 чорна тура · e6 білий кінь · g6 чорний пішак · h5 чорний слон · c4 чорний кінь · f4 чорний пішак · g4 білий кінь · d2 білий слон · g2 чорний пішак · a1 білий король · c1 чорний слон | c8 чорний ферзь · f8 чорний кінь · h8 чорна тура · c7 чорний пішак · d7 чорний король · c6 чорна тура · e6 білий кінь · g6 чорний пішак · h5 чорний слон · c4 чорний кінь · f4 чорний пішак · g4 білий кінь · d2 білий слон · g2 чорний пішак · a1 білий король · c1 чорний слон | c8 чорний ферзь · f8 чорний кінь · h8 чорна тура · c7 чорний пішак · d7 чорний король · c6 чорна тура · e6 білий кінь · g6 чорний пішак · h5 чорний слон · c4 чорний кінь · f4 чорний пішак · g4 білий кінь · d2 білий слон · g2 чорний пішак · a1 білий король · c1 чорний слон | c8 чорний ферзь · f8 чорний кінь · h8 чорна тура · c7 чорний пішак · d7 чорний король · c6 чорна тура · e6 білий кінь · g6 чорний пішак · h5 чорний слон · c4 чорний кінь · f4 чорний пішак · g4 білий кінь · d2 білий слон · g2 чорний пішак · a1 білий король · c1 чорний слон | c8 чорний ферзь · f8 чорний кінь · h8 чорна тура · c7 чорний пішак · d7 чорний король · c6 чорна тура · e6 білий кінь · g6 чорний пішак · h5 чорний слон · c4 чорний кінь · f4 чорний пішак · g4 білий кінь · d2 білий слон · g2 чорний пішак · a1 білий король · c1 чорний слон | c8 чорний ферзь · f8 чорний кінь · h8 чорна тура · c7 чорний пішак · d7 чорний король · c6 чорна тура · e6 білий кінь · g6 чорний пішак · h5 чорний слон · c4 чорний кінь · f4 чорний пішак · g4 білий кінь · d2 білий слон · g2 чорний пішак · a1 білий король · c1 чорний слон | c8 чорний ферзь · f8 чорний кінь · h8 чорна тура · c7 чорний пішак · d7 чорний король · c6 чорна тура · e6 білий кінь · g6 чорний пішак · h5 чорний слон · c4 чорний кінь · f4 чорний пішак · g4 білий кінь · d2 білий слон · g2 чорний пішак · a1 білий король · c1 чорний слон | c8 чорний ферзь · f8 чорний кінь · h8 чорна тура · c7 чорний пішак · d7 чорний король · c6 чорна тура · e6 білий кінь · g6 чорний пішак · h5 чорний слон · c4 чорний кінь · f4 чорний пішак · g4 білий кінь · d2 білий слон · g2 чорний пішак · a1 білий король · c1 чорний слон | 2 |
| 1 | c8 чорний ферзь · f8 чорний кінь · h8 чорна тура · c7 чорний пішак · d7 чорний король · c6 чорна тура · e6 білий кінь · g6 чорний пішак · h5 чорний слон · c4 чорний кінь · f4 чорний пішак · g4 білий кінь · d2 білий слон · g2 чорний пішак · a1 білий король · c1 чорний слон | c8 чорний ферзь · f8 чорний кінь · h8 чорна тура · c7 чорний пішак · d7 чорний король · c6 чорна тура · e6 білий кінь · g6 чорний пішак · h5 чорний слон · c4 чорний кінь · f4 чорний пішак · g4 білий кінь · d2 білий слон · g2 чорний пішак · a1 білий король · c1 чорний слон | c8 чорний ферзь · f8 чорний кінь · h8 чорна тура · c7 чорний пішак · d7 чорний король · c6 чорна тура · e6 білий кінь · g6 чорний пішак · h5 чорний слон · c4 чорний кінь · f4 чорний пішак · g4 білий кінь · d2 білий слон · g2 чорний пішак · a1 білий король · c1 чорний слон | c8 чорний ферзь · f8 чорний кінь · h8 чорна тура · c7 чорний пішак · d7 чорний король · c6 чорна тура · e6 білий кінь · g6 чорний пішак · h5 чорний слон · c4 чорний кінь · f4 чорний пішак · g4 білий кінь · d2 білий слон · g2 чорний пішак · a1 білий король · c1 чорний слон | c8 чорний ферзь · f8 чорний кінь · h8 чорна тура · c7 чорний пішак · d7 чорний король · c6 чорна тура · e6 білий кінь · g6 чорний пішак · h5 чорний слон · c4 чорний кінь · f4 чорний пішак · g4 білий кінь · d2 білий слон · g2 чорний пішак · a1 білий король · c1 чорний слон | c8 чорний ферзь · f8 чорний кінь · h8 чорна тура · c7 чорний пішак · d7 чорний король · c6 чорна тура · e6 білий кінь · g6 чорний пішак · h5 чорний слон · c4 чорний кінь · f4 чорний пішак · g4 білий кінь · d2 білий слон · g2 чорний пішак · a1 білий король · c1 чорний слон | c8 чорний ферзь · f8 чорний кінь · h8 чорна тура · c7 чорний пішак · d7 чорний король · c6 чорна тура · e6 білий кінь · g6 чорний пішак · h5 чорний слон · c4 чорний кінь · f4 чорний пішак · g4 білий кінь · d2 білий слон · g2 чорний пішак · a1 білий король · c1 чорний слон | c8 чорний ферзь · f8 чорний кінь · h8 чорна тура · c7 чорний пішак · d7 чорний король · c6 чорна тура · e6 білий кінь · g6 чорний пішак · h5 чорний слон · c4 чорний кінь · f4 чорний пішак · g4 білий кінь · d2 білий слон · g2 чорний пішак · a1 білий король · c1 чорний слон | 1 |
|   | a | b | c | d | e | f | g | h |   |

b) d7 → c2, c) d7 → g3

a) 1. S:e6 Lb4  2. Td8 Sf6#
b) 1. S:d2 Sf2 2. Tc3 Sd4#
c) 1. L:g4 Sg5 2. Th2 Le1#
Авторам задачі вдалося поєднати в трьох близнюках Буковинську тему, тему Зілахі в циклічній формі і включення чорних фігур. Тут тематичні поля «d8», «c3» і «h2» в кожному близнюку знаходяться під контролем відповідно — то одним з білих коней, то другим, то білим слоном. Після взяття білої фігури з блокуванням чорними поля, на якому стояла ця біла фігура, чорні включають свою лінійну фігуру і на другому ході ще блокується тематичне поле.
У наступній задачі поєднано дві споріднені теми — Буковинську і Буковинсько-прикарпатську.
|   | a | b | c | d | e | f | g | h |   |
| 8 | g8 білий король · a3 чорний пішак · d3 чорний пішак · a2 білий пішак · c2 білий ферзь · d2 білий пішак · h2 білий пішак · a1 чорний король · b1 білий слон | g8 білий король · a3 чорний пішак · d3 чорний пішак · a2 білий пішак · c2 білий ферзь · d2 білий пішак · h2 білий пішак · a1 чорний король · b1 білий слон | g8 білий король · a3 чорний пішак · d3 чорний пішак · a2 білий пішак · c2 білий ферзь · d2 білий пішак · h2 білий пішак · a1 чорний король · b1 білий слон | g8 білий король · a3 чорний пішак · d3 чорний пішак · a2 білий пішак · c2 білий ферзь · d2 білий пішак · h2 білий пішак · a1 чорний король · b1 білий слон | g8 білий король · a3 чорний пішак · d3 чорний пішак · a2 білий пішак · c2 білий ферзь · d2 білий пішак · h2 білий пішак · a1 чорний король · b1 білий слон | g8 білий король · a3 чорний пішак · d3 чорний пішак · a2 білий пішак · c2 білий ферзь · d2 білий пішак · h2 білий пішак · a1 чорний король · b1 білий слон | g8 білий король · a3 чорний пішак · d3 чорний пішак · a2 білий пішак · c2 білий ферзь · d2 білий пішак · h2 білий пішак · a1 чорний король · b1 білий слон | g8 білий король · a3 чорний пішак · d3 чорний пішак · a2 білий пішак · c2 білий ферзь · d2 білий пішак · h2 білий пішак · a1 чорний король · b1 білий слон | 8 |
| 7 | g8 білий король · a3 чорний пішак · d3 чорний пішак · a2 білий пішак · c2 білий ферзь · d2 білий пішак · h2 білий пішак · a1 чорний король · b1 білий слон | g8 білий король · a3 чорний пішак · d3 чорний пішак · a2 білий пішак · c2 білий ферзь · d2 білий пішак · h2 білий пішак · a1 чорний король · b1 білий слон | g8 білий король · a3 чорний пішак · d3 чорний пішак · a2 білий пішак · c2 білий ферзь · d2 білий пішак · h2 білий пішак · a1 чорний король · b1 білий слон | g8 білий король · a3 чорний пішак · d3 чорний пішак · a2 білий пішак · c2 білий ферзь · d2 білий пішак · h2 білий пішак · a1 чорний король · b1 білий слон | g8 білий король · a3 чорний пішак · d3 чорний пішак · a2 білий пішак · c2 білий ферзь · d2 білий пішак · h2 білий пішак · a1 чорний король · b1 білий слон | g8 білий король · a3 чорний пішак · d3 чорний пішак · a2 білий пішак · c2 білий ферзь · d2 білий пішак · h2 білий пішак · a1 чорний король · b1 білий слон | g8 білий король · a3 чорний пішак · d3 чорний пішак · a2 білий пішак · c2 білий ферзь · d2 білий пішак · h2 білий пішак · a1 чорний король · b1 білий слон | g8 білий король · a3 чорний пішак · d3 чорний пішак · a2 білий пішак · c2 білий ферзь · d2 білий пішак · h2 білий пішак · a1 чорний король · b1 білий слон | 7 |
| 6 | g8 білий король · a3 чорний пішак · d3 чорний пішак · a2 білий пішак · c2 білий ферзь · d2 білий пішак · h2 білий пішак · a1 чорний король · b1 білий слон | g8 білий король · a3 чорний пішак · d3 чорний пішак · a2 білий пішак · c2 білий ферзь · d2 білий пішак · h2 білий пішак · a1 чорний король · b1 білий слон | g8 білий король · a3 чорний пішак · d3 чорний пішак · a2 білий пішак · c2 білий ферзь · d2 білий пішак · h2 білий пішак · a1 чорний король · b1 білий слон | g8 білий король · a3 чорний пішак · d3 чорний пішак · a2 білий пішак · c2 білий ферзь · d2 білий пішак · h2 білий пішак · a1 чорний король · b1 білий слон | g8 білий король · a3 чорний пішак · d3 чорний пішак · a2 білий пішак · c2 білий ферзь · d2 білий пішак · h2 білий пішак · a1 чорний король · b1 білий слон | g8 білий король · a3 чорний пішак · d3 чорний пішак · a2 білий пішак · c2 білий ферзь · d2 білий пішак · h2 білий пішак · a1 чорний король · b1 білий слон | g8 білий король · a3 чорний пішак · d3 чорний пішак · a2 білий пішак · c2 білий ферзь · d2 білий пішак · h2 білий пішак · a1 чорний король · b1 білий слон | g8 білий король · a3 чорний пішак · d3 чорний пішак · a2 білий пішак · c2 білий ферзь · d2 білий пішак · h2 білий пішак · a1 чорний король · b1 білий слон | 6 |
| 5 | g8 білий король · a3 чорний пішак · d3 чорний пішак · a2 білий пішак · c2 білий ферзь · d2 білий пішак · h2 білий пішак · a1 чорний король · b1 білий слон | g8 білий король · a3 чорний пішак · d3 чорний пішак · a2 білий пішак · c2 білий ферзь · d2 білий пішак · h2 білий пішак · a1 чорний король · b1 білий слон | g8 білий король · a3 чорний пішак · d3 чорний пішак · a2 білий пішак · c2 білий ферзь · d2 білий пішак · h2 білий пішак · a1 чорний король · b1 білий слон | g8 білий король · a3 чорний пішак · d3 чорний пішак · a2 білий пішак · c2 білий ферзь · d2 білий пішак · h2 білий пішак · a1 чорний король · b1 білий слон | g8 білий король · a3 чорний пішак · d3 чорний пішак · a2 білий пішак · c2 білий ферзь · d2 білий пішак · h2 білий пішак · a1 чорний король · b1 білий слон | g8 білий король · a3 чорний пішак · d3 чорний пішак · a2 білий пішак · c2 білий ферзь · d2 білий пішак · h2 білий пішак · a1 чорний король · b1 білий слон | g8 білий король · a3 чорний пішак · d3 чорний пішак · a2 білий пішак · c2 білий ферзь · d2 білий пішак · h2 білий пішак · a1 чорний король · b1 білий слон | g8 білий король · a3 чорний пішак · d3 чорний пішак · a2 білий пішак · c2 білий ферзь · d2 білий пішак · h2 білий пішак · a1 чорний король · b1 білий слон | 5 |
| 4 | g8 білий король · a3 чорний пішак · d3 чорний пішак · a2 білий пішак · c2 білий ферзь · d2 білий пішак · h2 білий пішак · a1 чорний король · b1 білий слон | g8 білий король · a3 чорний пішак · d3 чорний пішак · a2 білий пішак · c2 білий ферзь · d2 білий пішак · h2 білий пішак · a1 чорний король · b1 білий слон | g8 білий король · a3 чорний пішак · d3 чорний пішак · a2 білий пішак · c2 білий ферзь · d2 білий пішак · h2 білий пішак · a1 чорний король · b1 білий слон | g8 білий король · a3 чорний пішак · d3 чорний пішак · a2 білий пішак · c2 білий ферзь · d2 білий пішак · h2 білий пішак · a1 чорний король · b1 білий слон | g8 білий король · a3 чорний пішак · d3 чорний пішак · a2 білий пішак · c2 білий ферзь · d2 білий пішак · h2 білий пішак · a1 чорний король · b1 білий слон | g8 білий король · a3 чорний пішак · d3 чорний пішак · a2 білий пішак · c2 білий ферзь · d2 білий пішак · h2 білий пішак · a1 чорний король · b1 білий слон | g8 білий король · a3 чорний пішак · d3 чорний пішак · a2 білий пішак · c2 білий ферзь · d2 білий пішак · h2 білий пішак · a1 чорний король · b1 білий слон | g8 білий король · a3 чорний пішак · d3 чорний пішак · a2 білий пішак · c2 білий ферзь · d2 білий пішак · h2 білий пішак · a1 чорний король · b1 білий слон | 4 |
| 3 | g8 білий король · a3 чорний пішак · d3 чорний пішак · a2 білий пішак · c2 білий ферзь · d2 білий пішак · h2 білий пішак · a1 чорний король · b1 білий слон | g8 білий король · a3 чорний пішак · d3 чорний пішак · a2 білий пішак · c2 білий ферзь · d2 білий пішак · h2 білий пішак · a1 чорний король · b1 білий слон | g8 білий король · a3 чорний пішак · d3 чорний пішак · a2 білий пішак · c2 білий ферзь · d2 білий пішак · h2 білий пішак · a1 чорний король · b1 білий слон | g8 білий король · a3 чорний пішак · d3 чорний пішак · a2 білий пішак · c2 білий ферзь · d2 білий пішак · h2 білий пішак · a1 чорний король · b1 білий слон | g8 білий король · a3 чорний пішак · d3 чорний пішак · a2 білий пішак · c2 білий ферзь · d2 білий пішак · h2 білий пішак · a1 чорний король · b1 білий слон | g8 білий король · a3 чорний пішак · d3 чорний пішак · a2 білий пішак · c2 білий ферзь · d2 білий пішак · h2 білий пішак · a1 чорний король · b1 білий слон | g8 білий король · a3 чорний пішак · d3 чорний пішак · a2 білий пішак · c2 білий ферзь · d2 білий пішак · h2 білий пішак · a1 чорний король · b1 білий слон | g8 білий король · a3 чорний пішак · d3 чорний пішак · a2 білий пішак · c2 білий ферзь · d2 білий пішак · h2 білий пішак · a1 чорний король · b1 білий слон | 3 |
| 2 | g8 білий король · a3 чорний пішак · d3 чорний пішак · a2 білий пішак · c2 білий ферзь · d2 білий пішак · h2 білий пішак · a1 чорний король · b1 білий слон | g8 білий король · a3 чорний пішак · d3 чорний пішак · a2 білий пішак · c2 білий ферзь · d2 білий пішак · h2 білий пішак · a1 чорний король · b1 білий слон | g8 білий король · a3 чорний пішак · d3 чорний пішак · a2 білий пішак · c2 білий ферзь · d2 білий пішак · h2 білий пішак · a1 чорний король · b1 білий слон | g8 білий король · a3 чорний пішак · d3 чорний пішак · a2 білий пішак · c2 білий ферзь · d2 білий пішак · h2 білий пішак · a1 чорний король · b1 білий слон | g8 білий король · a3 чорний пішак · d3 чорний пішак · a2 білий пішак · c2 білий ферзь · d2 білий пішак · h2 білий пішак · a1 чорний король · b1 білий слон | g8 білий король · a3 чорний пішак · d3 чорний пішак · a2 білий пішак · c2 білий ферзь · d2 білий пішак · h2 білий пішак · a1 чорний король · b1 білий слон | g8 білий король · a3 чорний пішак · d3 чорний пішак · a2 білий пішак · c2 білий ферзь · d2 білий пішак · h2 білий пішак · a1 чорний король · b1 білий слон | g8 білий король · a3 чорний пішак · d3 чорний пішак · a2 білий пішак · c2 білий ферзь · d2 білий пішак · h2 білий пішак · a1 чорний король · b1 білий слон | 2 |
| 1 | g8 білий король · a3 чорний пішак · d3 чорний пішак · a2 білий пішак · c2 білий ферзь · d2 білий пішак · h2 білий пішак · a1 чорний король · b1 білий слон | g8 білий король · a3 чорний пішак · d3 чорний пішак · a2 білий пішак · c2 білий ферзь · d2 білий пішак · h2 білий пішак · a1 чорний король · b1 білий слон | g8 білий король · a3 чорний пішак · d3 чорний пішак · a2 білий пішак · c2 білий ферзь · d2 білий пішак · h2 білий пішак · a1 чорний король · b1 білий слон | g8 білий король · a3 чорний пішак · d3 чорний пішак · a2 білий пішак · c2 білий ферзь · d2 білий пішак · h2 білий пішак · a1 чорний король · b1 білий слон | g8 білий король · a3 чорний пішак · d3 чорний пішак · a2 білий пішак · c2 білий ферзь · d2 білий пішак · h2 білий пішак · a1 чорний король · b1 білий слон | g8 білий король · a3 чорний пішак · d3 чорний пішак · a2 білий пішак · c2 білий ферзь · d2 білий пішак · h2 білий пішак · a1 чорний король · b1 білий слон | g8 білий король · a3 чорний пішак · d3 чорний пішак · a2 білий пішак · c2 білий ферзь · d2 білий пішак · h2 білий пішак · a1 чорний король · b1 білий слон | g8 білий король · a3 чорний пішак · d3 чорний пішак · a2 білий пішак · c2 білий ферзь · d2 білий пішак · h2 білий пішак · a1 чорний король · b1 білий слон | 1 |
|   | a | b | c | d | e | f | g | h |   |

1. dc2 h4 2. cb1L! h5 3. K:a2 h6

4. Ka1 h7 5. a2 h8D#
В цій задачі тематичні поля  «а2» і «b1». Тематичне поле «b1» контролюється білим ферзем, а тематичне поле «а2» контролюється білими слоном і ферзем.
 На першому ході чорні забирають білого ферзя, а на другому ході блокують поле, яке цей ферзь контролював — в результаті виражена Буковинська тема.
Тепер якщо брати до уваги взяття чорними дві білі фігури: на першому ході ферзя на другому слона, які контролюють тематичне поле «а2», і яке згодом блокується чорним пішаком — в результаті отримуємо вираження Буковинсько-прикарпатської теми.
В цій задачі додатково виражено тему ексцельсіор. 